# 救急戦隊ゴーゴーファイブ
『救急戦隊ゴーゴーファイブ』（きゅうきゅうせんたいゴーゴーファイブ）は、1999年2月21日から2000年2月6日まで、テレビ朝日系列で毎週日曜7時30分 - 8時（JST）に全50話が放送された、東映制作の特撮テレビドラマ、および作中で主人公たちが変身するヒーローの名称。

## 概要
前作『星獣戦隊ギンガマン』が動物などをモチーフとしていたことを受けて、本作品ではそれとの差別化を図るべく科学性とメカニカルな要素を前面に押し出すことが、企画のかなり早い段階で決定した。それに加えて、本作品における重要なコンセプトのひとつとしてタイトルにもある「救急」が挙げられるが、このコンセプトは放映年度である「'99年」、そしてこの年に発生するのではないかと言われていた災害から人々を守るという意味合いから来る「救急」のキーワードをかけたことにより成立したものである。またこのコンセプトが採用された背景には1991年の救急救命士法制定や1995年の阪神・淡路大震災などで、これらの職業に対する注目度が高まっていたことも挙げられている。ここから、主人公たる巽5兄妹は消防士・警察官・救急救命士など人命救助に関わる職業出身という設定がなされ、5兄妹が戦う動機も「人の命を守る」＝「地球の未来を守る」とされていた。
この「救急」というコンセプトから、企画段階では「レスキュー戦隊」というカタカナによる肩タイトルが候補のひとつに挙げられていたほか、ヒーローのスーツも前出の「99」という数字を図案化したものを経て、決定デザインであるアンビュランスのマークを採り入れたものが考案されている。また劇中でも失策を犯したと誤解されたゴーゴーファイブが消防庁の指揮下に再編されかけたり、戦闘により迂回を呼びかけるアナウンスが劇中で流れるなど、消防・救急組織やその活動が様々な形でクローズアップされている。一方で、リアルな公的組織としても描ききれないとの判断から、組織自体は私設のものとなった。演出面でも、主人公らが変身後に着用している「アンチハザードスーツ」が災害救助用特殊装備の発展形であるという設定から、メイン監督の小中肇の発案でゴーグルの下の素顔が見える描写が取り入れられた。この描写はゴーグル部分が非常に大きいマスクのデザインのため、装着者の顔を見せることにより「人間がレスキュー活動を行っている」ことを強調すると同時に、無機質なヒーローという印象を与えないためのアイディアでもあった。西岡ら変身前の巽兄妹を演じた俳優はかなりの頻度でスーツ・マスクを着用して演技し、スタッフからは「戦隊史上一番働いた5人」とねぎらわれた。設定上災害現場が舞台となるため、第1 - 2話では多大な予算をかけて隕石に見舞われた都市部のミニチュア撮影が行われたほか、ロケも瓦礫や炎の表現がついて回り、西岡らから「現場で殺される!」と評されたり、撮影中に原田のジャケットに火がついて消火した後も撮影続行を言われたり、スタッフの苦労が多い作品だった。
また敵組織である「災魔」には、16世紀フランスの占星術師ノストラダムスの著書『百詩篇集』で「恐怖の大王」が降臨するとされた「1999の年7の月」や「グランドクロス」など、本作品が放送された1999年という年に関連する要素が複数盛り込まれている。第44話では、当時騒がれていた2000年問題についても若干ながら触れられている。
メンバー全員が5人兄妹として設定されているが、東映プロデューサーの日笠淳はテレビドラマ『ひとつ屋根の下』や自身が担当した『有言実行三姉妹シュシュトリアン』を意識したという。また、主人公側のみならず敵側の幹部も4人兄妹として設定され、「主人公側の兄妹」対「悪役側の兄妹」という図式を打ち出している。その「兄妹戦士」という設定から6人目の戦士を出しにくいことに加え、タイトルにも「-ファイブ」と大きく謳っていたこともあり、当時スーパー戦隊シリーズで既に定着しつつあった、レギュラーキャラとしての「6人目の戦士」の登場については、企画当初の時点で全く考慮されていなかったという。ただし公式にメンバーとして扱われてはいないものの、巨大ロボットのライナーボーイは登場回のサブタイトルなどでも触れられているように「6番目」と呼ばれたこともある。
変身前はシリーズ初のアウターウェアの共通衣裳を着用しており、またシリーズで初めてアパレルグッズとして発売された。以後のシリーズでもアウタータイプの共通衣裳が主流となった。
『てれびくん』誌上では、ゴーゴーファイブが読者から募集した悩み相談に乗る電話サービス企画「QQコール」が行われ、アクセス数は毎月5万件に達した。また1999年6月21日には、根本匠厚生省政務次官からゴーゴーファイブに「救命手当てを普及せよ」という内容の「緊急指令」が下され、以後のイベントで啓蒙活動を実施している。
2011年3月11日に東日本大震災が発生した折りには、人命救活動に貢献した自衛隊や救助隊を応援するために本作品をテーマにした作品がSNSに投稿され、実際に被災地でも本作品のOPを被災者が歌って励ます姿が見られた。
ロボット玩具はコンビネーション性が高く、すべてのメカが合体や格納を通じていずれかの他機と結びついている。販売個数は累計で100万個を達成し、特にグランドライナーは問屋筋から「黒いダイヤ」と呼ばれるほどヒットした。主要アイテムである『DX超合金 緊急合体ビクトリーロボ』の売れ行きは好調であり、年末には品切れとなる店舗も多かった。関連商品の売上は前作『ギンガマン』とほぼ変わらず総売上92億円、うち玩具売上57億円となった。

## あらすじ
西暦1999年、世紀末の地球に5人の兄妹がいた。江戸火消しを祖先に持つ巽家の五人兄妹、長男・マトイ（消防士）、次男・ナガレ（化学消防班員兼研究者）、三男・ショウ（消防ヘリコプター隊員）、四男・ダイモン（警察官）、長女・マツリ（救急隊員）。5人はそれぞれ、人々の命を守る自らの仕事に誇りを持って職務に取り組んでいた。
ところが、ある日出勤したところ、なぜか全員退職したことになっていた。退職届けを出した人物が、8年前に行方不明となった父・巽モンドであることを知った兄妹がその理由を問い詰めると、突如空が暗雲で覆われた。それは父・モンドが何年も前に予測した世界の大災害・大魔女グランディーヌを降臨させようと、災厄をもたらす悪の一族、災魔一族が飛来してきたからだった。地上は天変地異にあふれ、やがて大混乱に陥る。
巽世界博士は秘密裏に立ち上げていた巽防災研究所の存在を明かし、自らの子供である5兄妹を救急戦隊ゴーゴーファイブに任命。兄妹たちは父の開発したアンチハザードスーツを着装、救急ロボやツールを駆使し、災魔一族に立ち向かう。

## 登場人物

### 救急戦隊ゴーゴーファイブ
災魔一族の侵攻を察知した巽モンド博士が長い歳月をかけて結成したレスキュー戦士のチーム。江戸時代以来の町火消しの家系に生まれ、博士の子供たち5人も市民の安全を守る職業に就いている。災魔一族対応のため、10年前（1989年）に巽博士が家族の元を離れて10年の歳月をかけて準備を始めた。その2年後（1991年）に母親も彼を探しに出たが、事故に遭い行方不明になる。それ以来兄妹が支えあって暮らしていたが、1999年になり現れたサイマ一族の侵攻と同時に博士が突如として5人の前に現れ、半ば強制的に巽兄妹を救急戦隊に任命した。
変身前には私服の上から共通のオレンジ色の防火防寒機能を備えるレスキュージャケットを羽織っていることが多い。
巽家の家紋は重ね三剣と呼ばれ、ゴーゴーファイブの装備にも施されている。
最終決戦後は全員、元の職業に戻り、母親も無事に戻ってきたことにより、家族揃って平和に暮らしている。
名乗りの口上は「人の命は地球の未来！燃えるレスキュー魂！救急戦隊ゴーゴーファイブ、出場!!」。
5兄妹と巽博士の名前はオープニングクレジットなどではカタカナで表記された。このため本項目でもこれに倣って解説する。
巽 マトイ（）
巽兄妹の長男で、ゴーゴーファイブのリーダー。首都消防局の特殊レスキュー部隊隊長。漢字表記は纏。1975年1月21日生まれの25歳。血液型はO型。矢沢永吉のファンであるが、音痴。カップラーメンが好物。料理はカレーライスしか作れないためみんなからは不評。
「気合」という言葉が口癖で、ここぞというときは大体気合いで乗りきろうとするところがあり、精神力は人一倍強く、長男として家族に対する責任感が非常に高い。だが、普段から兄妹に対する頑固で横暴な面が目立ち、長男の責任感が空回りして弟妹たちからも反感の目で見られることもある。しかし、弟妹たちの窮地には自らの危険を顧みず助けに行く。お調子者。その精神力から威勢がいいが、レスキュー隊員として初出動した際に、突入する建物の火災に腰を抜かして、先輩のレスキュー隊員である前隊長の工藤に助けられたという失態を犯してしまった過去がある。そのため工藤には現在も頭が上がらず、実力でも敵わない。工藤との対決の1つにもあったが、ショウとナガレが大量に買い置きしたものを全て食べてしまう大食漢。
災魔一族壊滅後は本職の首都消防局特殊レスキュー部隊に復帰した。
- 演じる西岡竜一朗は、第3話でのマトイの振る舞いを横暴だと感じ、視聴者から批判を受けることも予想したが、先の展開で優しさを見せる機会があると信じ、フォローなしでナガレを怒る演技に挑んだという。
- 西岡自身も歌を苦手としていたため、第6話の歌うシーンでは様子見しながら歌っていたが、監督の長石多可男から気合を入れるよう叱咤され、がなるように歌ったという。西岡は、これにより真剣すぎるから笑える親しみやすいマトイになったと述懐している。工藤とのレスキュー対決では工藤役の真木蔵人のものがアクション仕様のボンベであったのに対し、西岡のものは本物仕様のボンベであったため、重くてヘトヘトになっていたという。

ゴーレッド
巽マトイが変身する戦士。装備やマシンのナンバリングは1。
火災が起きた建造物をスコープで確認・分析し、残された人の救出に向かうように瞬時に有効手段を考察する。そのためスーツは耐熱性・耐冷性を強化して作られ、現場で長時間の活動ができるように一番多く酸素やバッテリーを搭載している。
バトルスタイルは、果敢に敵の中に飛び込み、相手を挑発して戦うケンカ殺法を得意とする。持ち前の責任感でスペック以上のパワーを発揮することもある。

巽 ナガレ（）
巽家の次男で、ゴーゴーファイブのサブリーダー。首都消防局化学消防班員兼研究スタッフ。漢字表記は流水。1976年4月5日生まれの24歳。血液型はAB型。
沈着冷静で頭の回転が速く、大局観を持って兄妹をフォローする存在。父の科学者としての才能を最も色濃く受け継いでおり、機械工学にも精通しているため、戦いの傍ら父の発明品の研究やレスキューツールの開発にも余念がなく、Vモードブレスを研究して自らゴーブラスターを開発した。マトイによれば没頭し過ぎると回りが見えなくなるとのこと。また、癖や食べ物の好みまでほとんどがモンドと同じである。好きな食べ物はモンドと同じ干瓢巻き。
災魔一族壊滅後は本職の首都消防局化学消防班に復帰した。
- 演じる谷口賢志は、ナガレのクールという設定が掴みきれず、主役回でも単独で活躍していないことなどを思い悩んでいたが、第46話を経てナガレは格好いいクールさなのではなく、後ろから兄妹を見守っている優しさを持っているのだと解釈し納得できたという。

ゴーブルー
巽ナガレが変身する戦士。装備やマシンのナンバリングは2。
スーツには的確な消火活動のための膨大な情報がインプットされている。またモニターには薬品やメカの知識、サイマ獣の弱点が表示され、救助活動の手助けをしてくれる。俊敏性を重視して設計されているが、ナガレ自身の怪力によってパワーにも長けている。
敵を分析する頭脳戦を得意とするほか、開発した新装備を自ら用いることも多い。射撃も得意としており、装備の性能を最大限に発揮して戦う。

巽 ショウ（）
巽兄妹の三男。首都消防局の航空隊ヘリコプター部隊パイロット。漢字表記は鐘。1977年8月19日生まれの23歳。血液型はA型。
操縦桿を握らせると調子に乗りやすいが、自分の信念を貫く一徹さと災魔とも心を通わせることは可能と信じる優しさも併せ持つ熱血漢。性善説のような考えを持ち、意地を何かと張る。年上の美女に弱く、対面するとすぐに鼻の下を伸ばしてしまう一面も持つ。10年留守にしたモンドに対してはかなり怒りが混じっており帰ってきた当初から対立も絶えない。
災魔一族壊滅後は本職の首都消防局航空隊パイロットに復帰した。
- 演じる原田篤は、第46話の撮影でビックを撃つシーンのみ泣くことができず撮影後も思い悩んでいたが、アフレコで自身の演技を見てショウは様々な想いを持っていたからこそ泣かずに引き金を引いていたことを理解し、気持ちが入っていたからこそ泣けなかったのだと気づいたと述懐している。

ゴーグリーン
巽ショウが変身する戦士。装備やマシンのナンバリングは3。
スーツは飛行機の空中飛行時の重力加速度に耐えられるように強化されている。また、世界中の空港の管制センターや飛行機と交信できる高性能無線が内蔵されており、あらゆる高層被害に対処できるように設計されている。
優れた運動神経で繰り出す早技により敵の弱点を突く技の戦士で、ヘリ操縦で身につけた空中感覚を活かした空中殺法を得意とする。

巽 ダイモン（）
巽兄妹の四男。首都警察の巡査。漢字表記は大門。1978年11月5日生まれの22歳。血液型はB型。
男兄妹の中では一番年下のため、幼いころから甘えん坊で涙もろい。元々警官だったため、レスキューに関しては他の兄妹に比べて劣ることがコンプレックスで張り切りすぎて失敗することもしばしば。しかし失敗を重ねながらも優秀な兄たちに追いつこうと頑張る人一倍正義感が強い努力家でもある。牛乳が好物で作品中でよく飲んでおり、飲むと普段の倍以上の力を発揮する。サッカーも得意で、コーチを頼まれたこともある。
柔道や相撲が得意。番田流格闘術の使い手でもあり、番田流格闘術究極奥義真空竜巻落としを元に、自らの手で編み出したそれを超える奥義牛乳竜巻落としを使用。この技は飛行機投げのように相手を抱え、空中で回転しながら相手を地面に叩きつけるというもので、変身前に使い、スパルタンに大ダメージを与えている。
災魔一族壊滅後は本職の首都警察に復帰し、将来の希望でもあった白バイ隊員になった。
『百獣戦隊ガオレンジャーVSスーパー戦隊』では、技の戦士代表として登場。鮫津海（ガオブルー）に「自分の心の弱さに負けない」ことの大切さを教え、自身の技である牛乳竜巻落としを伝授した。
- 演じる柴田賢志は、成長過程にあるキャラクターとして失敗を挽回していく姿を見せることを意識していたという。第16話の撮影では、監督の諸田敏と一致する意見を出せたものの自身が納得できていたものではなく、同じ諸田の担当回である第36話でダイモンを掴むことができたと述べている。

ゴーイエロー
巽ダイモンが変身する戦士。装備やマシンのナンバリングは4。
街の人々を安全に避難させるために、スーツは常に警察本部との連絡が取れるように作られている。また相互通信が可能で、警察に届いた新情報がいち早くイエローに通達される情報共有システムが組み込まれている。
兄たちのようなレスキュー技術を持たないが、格闘技・射撃・バイク運転に優れ、猪突猛進に戦う。メンバーで最もパワーに優れている。

巽 マツリ（）
巽兄妹の長女（五子）。国立臨海病院所属の救急救命士。漢字表記は祭。1979年12月21日生まれの21歳。血液型はO型。
職業柄命の重みを誰よりも強く知っており、弱者をいたわる心を常に持つため、弱者を踏みにじる行いを何より嫌う。末っ子ながら芯が強いしっかり者で、私生活では兄たちのまとめ役でもあり、早くに両親が居なくなったこともあり母親のような立場でもあるため、特に子供に対しては優しい。だが、その優しさが災いしてドロップの魂が抜け出た少年に対しても向けられたが、みんなを窮地に立たせてしまった。
災魔一族壊滅後は本職の国立臨海病院に復帰した。

ゴーピンク
巽マツリが変身する戦士。装備やマシンのナンバリングは5。
スーツには手を握るだけで瞬時にその人の体調が診断できるメディカル機能が施されており、病人や怪我人の場合は、応急処置の各種方法がモニターに表示されるように設計されている。
バトルスタイルは、俊敏でしなやかな動きで敵の攻撃を受け流しての反撃を得意とする。パワーは弱いが、弱者を蹂躙する相手には怒りで普段以上の力を発揮する。

### ゴーゴーファイブの協力者
巽 モンド（）
巽兄妹の父である天才科学者で、巽防災研究所所長。漢字表記は世界。趣味はオートバイとギター演奏。ショウ曰く外食は嫌い。血液型はB型。
1989年に宇宙のマイナスエネルギーがもたらす大災害を予見し、家族と離れてまでゴーゴーファイブの装備を独力で開発していた。
子供たちを勝手にゴーゴーファイブにするだけでなく、活動に専念させるため職場に勝手に退職届を出して離職させてしまうなど無茶苦茶な面もある。飄々とした性格で何を考えているかまったくわからない面があり、チームが危険な時やサイマ一族の活動が活発な時の何気無い行動が子供たちの反感を買ってしまい衝突しがちだが、それはすべて武器の開発（Vランサー）や、敵の危険性や弱点を見抜いたアドバイスだったりするのだが、10年も家を空けた不信感から信じられていない残念な一面も。だが、子供たちの危険な時には自ら敵陣に赴くことも辞さない熱さも持ったり、兄妹に問題が起こった時には各自にアドバイスを送るなど、最後の最後には父親としての立場で的確にアドバイスを送っている。
幼少時から高い頭脳を持って「神童」と言われ、ザイレンのエネルギーで幼化した時には、子供とは思えない難しい数式を解いてザイレンの弱点を見抜いた。
『未来戦隊タイムレンジャーVSゴーゴーファイブ』では、マイナスエネルギーの反応をキャッチし、独自に調査を行っていたために再び行方をくらましていた。ピエールが現れた直後にマトイたち5人の前に現れて調整のために持ち出していたゴーゴーブレスを5人に届けた。
巽 律子（）
巽兄妹の母。いなくなった夫を探すため、8年前に家を出てその後、行方不明になっていた。血液型はA型。
後に飛行機事故で意識不明のまま8年間眠り続けていたことが判明し、幽魔地獄での戦闘にて彼女の思念がゴーゴーファイブの下に向かい、その危機を救っている。最終回で意識を取り戻し家族の元に戻ってきた。
アナライズロボ・ミント
モンド博士の助手的役割をするAI（人工知能）ロボット。情報処理能力に優れ、戦況の分析や災魔反応の探知などを行う。言語を解するため、5人やモンドに対して敬語で話す。
基本的にはベイエリア55にいることが多いが、グリーンカラーで「M」の文字が入った専用のレイザーグリップを使ってゴーライナーを操縦したこともある。最終話でベイエリア55が津波に呑まれた後は登場しておらず、消息は不明。

速瀬 京子（）
ショウの航空学校時代の先輩である宇宙飛行士。スペースシャトル・まほろばによるミッションの帰途サイマ獣に襲われたところを救われて以来、ゴーゴーファイブに憧れている。勝ち気で男勝りな一面もあり、強引に任務にくっついて来たりすることも。パイロットでもあるが優秀なエンジニアでもあり、人手の足りないベイエリア55でモンド博士をサポートして、グランドライナーの改造やビクトリーロボを修理したこともある。実家は老舗の寿司屋。
オリジナルビデオ『救急戦隊ゴーゴーファイブ 激突!新たなる超戦士』ではジークジェンヌに着装した。
最終話では、5人の母・律子からの電話を取り次ぎ、電話番号をマツリに手渡した。
乾 謙二（）
首都消防局総監。50歳。巽家同様、代々火消しの家系で巽家とは300年来のライバル。モンドとは友人でありながらライバル視もしていた。神童と呼ばれていたモンドに対して自身は平凡だったため、昔からたゆまぬ努力で実力を付けていき総監の地位に登り詰めた。また、非常時には自ら現場に赴くなど人々の命を守る意思はゴーゴーファイブたちにも負けていない。
消息不明であったモンドの復帰を聞いて押し掛けてきた時は特にマトイ、ナガレ、ショウを大慌てさせた。首都防災の最高責任者の立場から当初は民間組織であるゴーゴーファイブの活動に批判的。サイマによる火災が起こり、モンドの指示で被害が出たために消防局に吸収しようとするが、マトイの指摘で指示自体は間違いでなかったことと、モンドに対する対抗意識のせいもあり間違いに気付き吸収は取り止めた。その後は全面的な協力体制を取るようになり理解者となる。
娘のつぐみをマトイとお見合いさせている。

## ゴーゴーファイブの装備・戦力
ゴーゴーファイブの装備の大半とマシンはモンドが自らの資産を投じ、十数年の年月をかけて開発したものである。また、一部の装備品はナガレによって製作された。
ゴーゴーブレス
ゴーゴーファイブの5人が左手首に装着している、ゴーゴーファイブに着装するための変身ブレス。巽家の家紋が入ったカバーを展開し、「着装」の掛け声と共にEnterキーを押すことによって、巽5兄妹の体に光状のミクロ化されたインナースーツとアンチハザードスーツを順番に0.1秒で装着させる。ブレス同士やベイエリアとの通信、ライフバードやゴーライナーを召喚する機能も備えている。着装した状態では露出していないが、グローブの上から操作可能である。
ブイモードブレスが完成した際にはグローブから露出させ、「転送モード」の状態にしてベイエリア55からブレスを転送させた。
アンチハザードスーツ
ゴーゴーファイブの対災害スーツ。常人の最大50倍強化されており、あらゆる災害から身を守ることが可能。5人の体に合わせて作られているため、他の人間が着装することは出来ない。5人のマスクのゴーグル部分はその所属している職場のロゴのワッペンをモチーフにしている。エンブレムは空気中のイオンを吸収し、プラズマ化することでエネルギーとする機能がある。また、それぞれのスーツには特有の性能・機能が備わっている。ショックの90パーセントを無効化するが、過度の衝撃や耐熱限界を超えるとスーツが破損したり融けることがあり、戦闘シーンではそういう場面が何度も見られた。
サーチャースコープ
ゴーグル部分に装備された透視スコープ。
アクセススコープ
ゴーグル部分に装備された、敵の戦力やメカの状況をスキャンするスコープ。

ファイブレイザー
右腰のホルスターで携行する5人の標準装備。銃身部のパワーバレルとエネルギーパックが内蔵された特殊グリップ・レイザーグリップで構成される。高出力プラズマビームを発射するレイザーガンのガンモードと、1秒間に5万回の超振動波を発生させる特殊警棒のスティックモードに変形する。レイザーグリップは、レスキューツールの使用やメカの操縦に使う。
スティックモードを用いた技は敵に飛び掛りながらスティックモードで敵を突き飛ばすスティックボンバー。4人が輪になって、スティックモードを交差させ、残りの1人が、それを踏み台にして、ジャンプし、スティックボンバーを決めるブラザーシップアタック。
ライフバード
鳥型の多機能変形ツール。バードモードの状態から飛来し、5つのパーツに分解したものにレイザーグリップを取り付けることでレスキューツールになる。
ビークドリラー
ライフバードのクチバシ部分に当たる超硬合金製のハイパワードリルで、初使用は第1話。厚さ1メートルの壁にも穴をあけ、敵の硬い装甲も破壊する。玩具パッケージなどでは、ゴーイエローが装備している。
ビルドディスチャージャー
ライフバードの胴体部分に当たる消火器で、初使用はピークドリラーと同じく第1話。大気中の二酸化炭素や水素を吸収し、超高圧水流、消火ガスを発射して、火を消し止める他、攻撃にも使える。玩具パッケージなどでは、ゴーブルーが装備している。
ウイングスプレッダー
ライフバードの翼部分に当たる鋭い万能バサミ。ダイヤ製。直径30センチの鉄筋やダイヤモンドも切断するほか、マニピュレーターのようにも使える。玩具パッケージなどでは、ゴーグリーンが装備している。
クローアンカー
ライフバードの足の部分に当たる30メートルのワイヤー付きマジックハンド。人命救助に使用したり、敵の武器を弾き飛ばしたりする。ワイヤーは30メートル伸ばした状態でも30秒で巻き取ることができる。玩具パッケージなどでは、ゴーレッドが装備している。劇中では、第38話において、ゴーイエローの手で初使用された。
テイルインジェクター
ライフバードの尾部分に当たる無針注射器。怪我人の治療に使用。麻酔銃やナックルパーツとしても使える。玩具パッケージなどでは、ゴーピンクが装備している。劇中では、クローアンカー同様に第38話で初使用。
ライフバード・ブレイカーモード
ライフバードをセットアップで組み替えた必殺砲。裏側にしたバードモードのビルドディスチャージャー部分にレイザーグリップを接続し、テイルインジェクターをクローアンカー側に接続して、サイドグリップとし、テイルインジェクターにビークドリラーを接続して銃身とした形状をしている。プラズマエネルギー光弾のカラミティブレイカーを発射。基本的には、射手のゴーレッドを残りのメンバーが補助した状態からゴーブルーとゴーグリーンの「ターゲット」ゴーイエローとゴーピンクの「ロックオン」の掛け声の後に発射する。サイバギルド戦では、ゴーブルー単独で発射。ゴーレッドはゾードを倒すべく、ブレイカーモードとブイマシンガンの二丁で零距離発射を行った。

ブイランサー
第18話より登場。モンドが密かに開発していた新兵器。槍状の武器で、ブレード部分の強度はダイヤモンドの5倍を誇る。普段はベルトのバックルに縮められて収納されており、スーツ内に情報として実体化した後、「エクステンド」の合図で伸ばしてから使う。グリップにはリモコン付き万能ブーメランのブイブーメランが取り付けられている。
ブイランサーを用いた必殺技は先端にアンチハザードスーツのエネルギーを注入させることで、通常の10倍の威力を誇る斬撃のブイスラッシュ。各人毎に斬り方が異なり、ゴーレッドはVの字斬り、ゴーブルーは水平斬り、ゴーグリーンは袈裟斬り、ゴーイエローは逆袈裟斬り、ゴーピンクは突き。
縮小して石突き部分にレイザーグリップを装着させると、ファイブレイザーの3倍の威力を誇り、1分間に200発のプラズマビームを発射するブイマシンガンを形成。
ブイマシンガンを用いた必殺技は、5人が空中の一点に向かって、ブイマシンガンを発射してプラズマエネルギーを集中して破壊光弾を生成し、ブイマシンガンを敵に向けることで、破壊光弾を敵に向けて粉砕するビッグブイバスター。カラミティブレイカーの10倍の威力を誇る。

ブイモードブレス
第22話より登場。キマイラーに苦戦する5人のために開発された多機能ブレス。マックスシャトルの外観を模した形をしており、右腕に装備する。3桁の数字とVキーのコマンドを入力することで特殊機能を発揮する。
入力コードとその効果
310-V：災魔捕獲バリヤー・サイマキャッチャーを発動。
333-V：防御バリヤーのVモードシールドを発動。
356-V：マックスビクトリーロボの合体を発動。
456-V：ビートルマーズの合体を発動。
478-V：特殊エネルギーで右腕を10倍に強化し、ブイモードパンチ、Vモードチョップの使用を可能にする。
555-V：相手の動きを止めるレーザーブイモードクラッシュを発射。5人で一斉に放つと決め技級の威力になる。
818-V：後述するゴーブラスターのハイパーモードを発動する。
940-V：マックスビクトリーロボに爆発エネルギーを吸収させる。
ゴーブラスター
第29話から登場。ナガレがVモードブレスの能力を活用するために開発した速射レイザーガン。必要時に応じて左腰にホルスターとともに出現する。ファイブレイザーの2倍の威力を持つプラズマ弾を発射する通常形態のノーマルモード、グリップに取り付けられたカートリッジを砲身にセットしたレスキューモード、ノーマルモードの銃身を伸ばしてVモードブレスをセットしたハイパーモードの3種類に変形する。ノーマルモードはファイブレイザーと2丁拳銃で使用することが多い。レスキューモードは消火剤、レーザーロープ、冷凍弾のフリーズショット、拘束リングのエネルギーリング、ネット弾を発射可能。第40話ではマツリのゴーブラスターを信彦少年が使い、爆弾虫を撃ち落とした。
必殺技は5人がゴーブラスターハイパーモードを一斉射撃するハイパーファイブ。後期は状況に応じてビッグブイバスターとこれを使い分けていた。
第29話ではナガレ用の1丁のみが実戦投入され、続く第30話では他の4人にも装備された。
『救急戦隊ゴーゴーファイブVSギンガマン』ではマトイが生身で使用したり、ゴーピンクからゴーブラスターを借りたギンガピンクが、ゴーピンクのファイブレイザーと共に発射している。

レスキューロープ
全員が持つレスキュー用の万能ロープ。特殊金属製。戦闘、敵の拘束や災害現場の移動にも使う。
初期は白いロープのみだったが、後に各人の色のロープを用いるようになる。
アンチウイルスガン
ナガレが開発した、コンピュータウイルスを退治する装置。サイバギルドのサイバウィルスに使われたが破られたため、モンドによってウイルスバスターモンドスペシャルとして強化された。
バリアシステム
ナガレが開発したバリヤー発生装置。第35話でシルコニアXを盗むディーナスたちを、自分もろともドーム状バリヤーに閉じ込めた。
ブラザーシップスマッシュ
5人のうちの1人を他のメンバーが敵に投げつけ、投げられたメンバーが敵に飛びかかりながら攻撃を行う。ブイアタックとも呼ばれている。作中で使用された攻撃パターンは、スティックボンバー、ファイブレイザーガンモード+スティックボンバー、ビークドリラー、クロスチョップ、Vモードパンチなど様々で、Vモードパンチのバージョンはブイモードアタックとも呼ばれる。スパルタン戦では、ゴーイエローが弾丸のようなスピードで一直線に突進していき、ドリルのように回転しながらクロスチョップを放つ必殺弾丸一直線を使用。「未来戦隊タイムレンジャーVSゴーゴーファイブ」では、ショウ、ダイモン、ドモン、シオンがフレンドシップアタックを使用している（この時はショウ、ダイモン、ドモンがシオンを投げつけている）。

### メカニック
コマンドアタッカー
災害救難用特殊サイドカー。本体部分のファイヤーコマンダーと、サイドカー部分のアタッカーポッドで構成されている。主にゴーレッドとゴーイエローが操縦する。第3話から登場。
ファイヤーコマンダーはレイザー弾・パルスレーザーカノン（別名はアタッカーカノン）と赤外線センサーのパトライトを装備。アタッカーポッドは先端に2つのドリルを装備しており、ドリルからはビームも放つ。本体から発射されるコマンドアタッカーによる最高速での体当り技、アタッカークラッシュも使用。アタッカーポッドの単独運用も可能。
コマンドアタッカーの最高速度は時速250キロメートル、ファイヤーコマンダー単体の最高速度は時速400キロメートル、アタッカーポッドは射出時には最高速度時速300キロメートル、地中潜行時には時速60キロメートルになる。
防災研究所専用車
通常時に5人が常用するパワータイプの社用車。非武装だが、レスキュー装備を内部に搭載している。
- 撮影車両は、ミニバン（シボレー）。

### 99マシン
レスキュー用の巨大救急車両。グリーンホバーやゴーライナーで運搬されて出場する。
- 当時バンダイで玩具開発を担当した野中剛は、モチーフは『激走戦隊カーレンジャー』のVRVマシンと類似していたが、作品コンセプトの違いから既視感は薄かったと述べている[68]。各マシンのギミックは合体時の変形部位を活用している[68]。

レッドラダー
ゴーレッド専用の巨大はしご消防車。
車体後部が放水ノズルを装備する2本のはしご型マニピュレーター・ラダーアームに変形。最長54メートルまで伸び、先端は5本指を持つマジックハンドになっているため物を掴むことが可能。これを用いて、高所で逃げ遅れた人々を救助する。
ビクトリーロボの胸部と両腕を構成。
ブルースローワー
ゴーブルー専用の巨大化学消防車。
車体上部に消火液を噴射する4基の化学消火器ケミカルディスチャージャーを装備しており、広範囲における消火に活躍する。
ビクトリーロボの腰部と大腿部、ビクトリーウォーカーの上部を構成。
グリーンホバー
ゴーグリーン専用の巨大垂直離着陸式ジェット機。
中央部内側側面に小型砲インパクトガンを装備。投下式消火弾で消火を行う。機体下部に搭載したグラップルワイヤーは救助活動だけでなく、99マシンの合体にも用いられ、キャリングカーゴを装備すれば、99マシンの空輸も可能。
ビクトリーロボの頭部と背面部を構成。
- 玩具ではワイヤーギミックが再現されていなかったが、劇中での描写が印象的であったため、急遽グランドライナーの玩具にキャリングパーツが追加された。

イエローアーマー
ゴーイエロー専用の巨大装甲車。
車体後部から展開する腕ショベルアームは50トンの物を持ち上げることが可能で、障害物の除去を行う。大型建造物への突入などに威力を発揮する。頑丈な装甲を持ち、第2話では操縦不能のスペースシャトルの車輪代わりとして使われた。
ビクトリーロボ、ビクトリーウォーカーの左脚を構成する。
ピンクエイダー
ゴーピンク専用の巨大救急車。
車内には緊急治療室があり、多人数を同時に収容可能。逃げ遅れた一般人の自動車も格納できる。
ビクトリーロボ、ビクトリーウォーカーの右脚を構成する。
- フィクション番組であるため、救急車をモチーフとしているが、赤十字マークは使用できないため描かれていない。

ビクトリーウォーカー
ブルースローワー、イエローアーマー、ピンクエイダーの3機が合体して完成する二足歩行型消火活動用高機動メカ。合体の際、ブルースローワーはグリーンホバーのワイヤーで持ち上げられながら、イエローアーマーとピンクエイダーと合体を行う。踏破能力に優れ、ブルースローワーが進入できない足場の悪い条件下などでの消火活動を担当する。
ブルースローワー同様に、ケミカルディスチャージャーを使用。

### ゴーライナー
列車型巨大マシン。99マシンやマーズマシンを輸送する。
ゴーライナー1
レッド専用のゴーライナー。レッドラダーとレッドマーズ1の輸送を行う。
車両前部の2門の高熱線砲ヒートキャノンを装備。
グランドライナーの右腕、ファイブライナーの先頭車両を構成。
- 三角モチーフの電車のみで何十パターンも描かれたが、一番解りやすい蒸気機関車となり、先頭車は丸形となった。

ゴーライナー2
ブルー専用のゴーライナー。ブルースローワーとブルーマーズ2の輸送を行う。
化学溶解剤を発射する2門の銃ケミカルリキッド弾を装備。
グランドライナーの左腕、ファイブライナーの第2車両を構成。
ゴーライナー3
グリーン専用のゴーライナー。グリーンホバーとグリーンマーズ3の輸送を行う。
2門の冷凍銃フリーズキャノンを装備。
グランドライナーの頭部・大腿部、ファイブライナーの第3車両を構成。
他のゴーライナーのマシンハッチが左側面に設置されているのに対し、ゴーライナー3のみ上部にハッチが設置されている。
ゴーライナー4
イエロー専用のゴーライナー。イエローアーマーとイエローマーズ4の輸送を行う。
2門の砲口から前部から粘着性のあるコーキング弾を発射。
グランドライナーの左脚、ファイブライナーの第4車両を構成。
ゴーライナー5
ピンク専用のゴーライナー。ピンクエイダーとピンクマーズ5の輸送を行う。
2門の麻痺させる衝撃波銃ショックウェーブキャノンを装備。
グランドライナーの右脚、ファイブライナーの最後部車両を構成。
ファイブライナー
5両のゴーライナーが連結した機関車。
ベイエリア55から発進した直後にゴーライナー同士が段階的に連結してこの形態となる。首都の専用の線路だけでなく、一般の鉄道路線や道路を走ることや低空飛行も可能。改造前は横一列だったが改造後は陣形を取るようになった。全員用のコクピットは第3車両であるゴーライナー3にあり、グランドライナーに合体後の操縦もそこで行う。
ゴーライナーは主に99マシンを運搬する。
- 各車両は当初全てオリジナルのモチーフとして考えられていたが、最終的にゴーライナー1にのみ、SLの意匠が盛り込まれることとなった。

### MAXシステム
ゴーゴーファイブの戦闘を支援するメカニックシステム。名称は『救急戦隊ゴーゴーファイブ超全集』より。第21話から登場。
マックスライナー
マックスシステムの中核として開発された新幹線型メカ。太陽電池を動力源としている。ゴーライナー同様、光をイオンプラズマドライブに吸収させ動力にし、ラディアンスドライブの力を加えて飛行する。小型車輌ではあるが、ファイブライナーを牽引するパワーを持つ。
- DX玩具には当初電動ギミックを内蔵したシャーシが付属し、ゴーライナーの牽引・走行を可能とする構想があったといわれる。

マックスシャトル
マックスライナーが変形したスペースシャトル型飛行形態。大気圏内での飛行も可能で単体で大気圏を突破することもできる。
武器は4門のビーム砲マックスバルカン。
ファイブライナーと連結したスペースゴーライナーの先頭車両を形成。
スペースゴーライナー
先頭にマックスシャトルがファイブライナーと連結した形態で大気圏突破と宇宙空間での航行が可能。メインエンジンはゴーライナー5にあり、上部にはマーズキャノンが取り付けられる。
スペースゴーライナーは主にマーズマシンを運搬する。

### マーズマシン
宇宙での救急活動を想定して、モンドが各国の協力を経て開発したスペースマシン。第30話から登場。設定上では99マシンと同様のレスキュー特性を備え、最大3日間の連続活動を可能とするが、作中ではもっぱら合体形態での活動のみが描写されるに留まった。
レッドマーズ1
レッド用マーズマシン。他機の護衛を任務としている護衛宇宙艇。
ボディの両側にあるブースターにファイターミサイルと呼ばれる大型ミサイルを装備。
ビクトリーマーズの頭部・胴体部、ビートルマーズの前部・後部を構成。
ブルーマーズ2
ブルー用マーズマシン。宇宙船のレスキューなどで活躍する消防宇宙艇。
粘着弾を発射する4門のコーキングランチャーと消火弾を発射するハイドラントランチャーを装備。
ビクトリーマーズの両腕、ビートルマーズの後ろ両足を構成。
グリーンマーズ3
グリーン用マーズマシン。狭い場所での救助活動で活躍する高速小型宇宙艇。
機関銃タイプのビームガンを装備し、周囲の浮遊物を破壊する。
ビクトリーマーズの腰部、ビートルマーズの中央部を構成。
イエローマーズ4
イエロー用マーズマシン。レスキュー機材の運搬を主な任務としていることから、他のマーズマシンの2倍の強度を持ち、強行突破を得意としている宇宙輸送艇。
機関銃のインパクトキャノンを装備。
ビクトリーマーズの左脚、ビートルマーズの前左脚を構成。
ピンクマーズ5
ピンク用マーズマシン。怪我人を治療するための設備付きの救急宇宙艇。
怪我人を輸送するレスキューカプセルを装備。
ビクトリーマーズの右脚、ビートルマーズの前右脚を構成する。
ビートルマーズ
5機のマーズマシンが流星合体して完成する四足歩行型宇宙作業マシン形態。レッドマーズにある全員用のコクピットで操縦を行う。重力の異なる宇宙空間での活動を想定して設計された。初登場は第30話。第43話では地上で流星合体を行った。
踏破能力に優れる。武器は後部に装備したビーム砲マーズキャノン。両前脚には地面を掘削可能なマニピュレータービートルアームが収納され、地中を掘り進む小型爆弾モグールボムを装備。
- 当初はランドウォーカーという仮称が付けられていた。

### 巨大ロボ
ビクトリーロボ
第1話から登場。5台の99マシンが緊急合体して完成する巨大ロボ。モンドが10年の歳月を掛けて完成させた。
レッドラダーがラダーアームを使うか、グリーンホバーのグラップルワイヤーで持ち上げられながら、ビクトリーウォーカーと合体し、最後にグリーンホバーも合体することで完成。普段はバイザーによって隠されているが、合体時や必殺技発動時には奥に隠された黄色い複眼が発光する。合体時の集合コクピットは設けられておらず、合体しても元のマシンのコクピットに乗ったままで操縦を行う。
マイナスエネルギーの対となるプラスエネルギーを持ち、これは実体を持つゴレムサイマ獣には効かないが、マイナスエネルギーの集合体である巨大サイマ獣（死霊）に対しては非常に効果的である。このため、グランドライナーからビクトリーロボに乗り換えることもある。ビクトリーロボは元々は大災害への対応時に運動能力を高めるための形態だったが、マイナスエネルギーの正体が自然現象ではなく災魔一族と判明したため、後述のブレイバーソードが急遽開発された。
腰のエンブレムから出現し、ゴーゴーファイブのバックル部から実体化するエンブレムを鍔としたプラスエネルギーを放射する大型剣ブレイバーソードを武器としている。レッドラダーのラダーアームと腕部のビーム砲ラダーキャノンも使用。ラダーキャノンからは消火剤も発射可能。目の部分には敵を捕捉するビクトリースキャナを搭載。
ラダーアームを用いた技は、離れた敵に連続でパンチを繰り出す連続ラダーボンバー。伸ばしたラダーアームで敵を捉え、そのまま放り投げるラダーホイールクラッシュ。伸ばしたラダーアームを地面につき、身体を回転させて宙返りキックを繰り出すウィンドミルラダー。ラダーアームを伸ばしたまま回転し、連続でパンチを繰り出すスクリュースピンラダー。
必殺技は「剣よ光を呼べ！」の掛け声と共に右腕で持ったブレイバーソードで炎の円を描き、プラスエネルギーを集めて、全開にしたプラスエネルギーで敵を斬るビクトリープロミネンス。
再生マグマゴレムとヘルゲロスとの戦闘でブレイバーソードを折られるなど、プラスエネルギーが通用しないゴレムサイマ獣との戦いでは劣勢を強いられることもあった。
『未来戦隊タイムレンジャーVSゴーゴーファイブ』では修復されていなかったが、タイムロボαの胸パーツから生成された時空トンネルを利用し、1年前の時代（1999年）から呼び寄せることでタイムロボαやブイレックスと共闘した。ただし、この方法はかなり無茶であったため、3分以内に元の時代へ戻さないと質量崩壊を起こすことがタックの口から語られている。
- 当初はレスキューロボという名称だった。
- 『新たなる超戦士』では巨大化した敵がグランドライナーと戦った後に登場するが、グランドライナーとのサイズ比で大きさに差が出ないといけないことから、正しい比率ではないものの、小さく見えるように撮影された。

グランドライナー
第12話から登場。5台のゴーライナーが連結合体して完成する超巨大ロボ。変形した専用線路で空中に移動した後に合体開始。合体完了後、「グランドライナー連結完了」と共に地上に降り立つ。ゴーライナーのコックピットがそのままグランドライナーのコックピットになるが、合体時には配列が変わり、前列にレッド・ブルー・グリーン、後列にイエロー・ピンクの並びになる。設定上のサイズは他のロボよりも格段に大きく、登場初期は巨大サイマ獣が文字どおり見上げる演出があった。火力と装甲に特化している。ビクトリーロボでは敵わないゴレムサイマ獣に対抗するため、モンドが京子の協力を経て、急遽システムを改良して合体が可能になった。ゴレムサイマ獣相手には有効だが、プラスエネルギーが使えないので巨大サイマ獣（死霊）相手には分が悪い。
武器は右肩のガトリング砲ライナーガトリングと左肩のミサイルポッドライナーホーミング。胸部から放つ破壊光線ライナープラズマビーム。また、ライナーホーミングからは強力な冷却ミサイルも発射する。
必殺技はライナーガトリングとライナーホーミングを両拳に装着し、「怒りの拳よ、灼熱の嵐を呼べ！」の掛け声と共に一斉射撃からのパンチを繰り出すグランドストーム、ライナーガトリングとライナーホーミングによる一斉射撃・グランドファイヤー。
当初は99マシンを搭載していなければ合体できず、強力なパワーの副作用でコクピットに電磁波が流れていたが、後に改良される。合体に関しては、99マシンを搭載していなくても短時間なら動かせるようになったことが、第20話で語られた。
第43話ではマーズマシンを格納した状態で戦闘を行い、ミントが操縦を行った。
最終決戦ではゴーブルーが単独操縦するが、ビクトリーマーズと共に腕を切り落とされて戦闘不能になる。
- レールの上を走るという制約から、これまで敢えて採用が見送られてきた鉄道車両をモチーフとした初の戦隊ロボである。バンダイデザイナーの野中剛は、鉄道を起用した理由について「救急」と「特急」をかけたダジャレであることと、玩具業界で鉄道人気が高まっていることを鑑み本シリーズでの鉄道の可能性を模索する意図があったことを証言している。

ライナーボーイ
第21話から登場。マックスライナーがマックスシャトルを経て、特急武装のコードで変形した巨大ロボ。変形前には宇宙でエナジーパネルに太陽エネルギーを吸収する必要があるが、一度、太陽エネルギーを吸収すれば、ある程度の時間は集光なしに変形が可能。初登場回のサブタイトルや劇中のモンドの台詞などでは「6番目の戦士」と称されている。加賀美博士設計の人工知能を搭載しているため、言語を解して自律思考することも可能。やんちゃな性格だが、言葉遣いは丁寧。戦闘では素早い格闘戦を得意としている。しかし、単体ではサポートロボの域を超えないため、強力な必殺技を持たず耐久力も低い。
武器・技は左右二門のビーム砲マックスガンを備えた盾ブラスターシールド。ブラスターシールドから放つツインビーム、きりもみ回転から両腕でパンチを繰り出すライナーパンチ、空中回転からのキックを繰り出すライナーキック、高速きりもみ回転からの回し蹴りを繰り出すスピニングソバット。安全装置の効果により、システム内に異物が侵入した場合は自動的に排除できる。
必殺技はグランドライナーと連携して突進からの連続攻撃を繰り出すライナーコンボ。ビクトリーロボとの連携攻撃のニューライナーコンボ。
後述の通り最終決戦で大破してしまうが、AIは奇跡的に破損を免れており、マトイを捜索中のナガレとショウにマトイの居場所を伝えた。

マックスビクトリーロボ
第22話から登場。ビクトリーロボとライナーボーイがマックスフォーメーションにより合体した超巨大ロボ。ビクトリーロボがマックスシャトルに掴まり、空中で合体開始。マックスシャトルが分離した強化パーツをビクトリーロボが装着。合体完了後に地上に降り立つ。合体前とは逆に射撃戦を行う。
ライナーボーイの両腕は腰のイオンバズーカ砲マキシマムキャノン、腰部は両腕のVマックスガンとなり、ブラスターシールドは胸部を構成し、マックスガンも使用可能。ビクトリーロボ同様に頭部のインパクトガンも使用。低空ホバー飛行による高速移動も可能。Vマックスブローを得意技とする。敵の攻撃などによる災害エネルギーを全身のエナジーパネルで吸収し、自身のエネルギーに変換する能力を持つ。ただしあまりにも強力なエネルギーは完全に吸収出来ないらしく、ハレルヤンの攻撃や最終回での特殊ガスの爆発は吸収しきれず、後者では大破してしまった。
必殺技はマキシマムキャノンを展開し、全身の様々な火器とともに一斉砲撃するマックスノバ。発射の際には吸収した爆発エネルギーを使用するほか、太陽光をエネルギーとして発射することも可能だが、爆発エネルギーを使用した際よりもエネルギーチャージに要する時間は長くなる。射程が非常に長く、地上から宇宙空間に存在する惑星を狙い撃てるほどである。
最終決戦ではゴーレッドの単独操縦の下、グランドライナーとビクトリーマーズに加勢して戦うが、避難中の人々の盾になって大破した。

ビクトリーマーズ
第30話から登場。ビートルマーズがライジングフォーメーションで変形した巨大ロボ。コックピットは前述のビートルマーズと同じ集合タイプで横一列。過酷な環境にも適応し、他の惑星や超深海、宇宙空間などありとあらゆる極限地での活動や戦闘を前提としているため、超高熱や高水圧にも耐え、暗黒サイマゾーンでも性能低下することなく戦える。当初はビクトリーマーズ形態の最終調整が不完全であった。初登場回では変形バンクは使用されず、次の第31話から変形バンクが使用されるようになる。また、同話の冒頭では水圧に耐えるテストが行われている。
武器はビートルマーズのマーズキャノンが変形した槍ジェットランスを主装備とし、先端に搭載したスペースシャトル型ミサイルトップジェットを射出することで刃が露出する。両腕にはビーム砲マーズラピッドを装備。
必殺技はトップジェットを射出して牽制し、ジェットランスでX字に敵を切り裂くマーズフレア。第39話では、無限連鎖カードによりあらゆる攻撃が効かなくなったリザーデスに対抗するため、「剣よ、紅蓮の炎を呼べ！」の掛け声と共にビクトリーロボのブレイバーソードで敵を切り裂くマーズプロミネンスを使用した。
最終決戦ではゴーグリーンが単独操縦するが、腕を切り落とされ、グランドライナーと共に戦闘不能となる。
- 玩具はグランドライナーに格納することから、ビクトリーロボのサイズを基にして作られたが、プロポーションや全高はビクトリーロボとは大きく異なる。

マックスビクトリーロボ ブラックバージョン
第50話（最終回）で登場。マックスビクトリーロボの同型の黒い巨大ロボ。合体変型機構は排除されているが、敵の攻撃だけではなく搭乗者の精神波をエネルギーに変換する究極のマックスシステムを目指し、モンドが極秘に開発していたもので、巽兄妹にも、その存在は伏せられていた。集合形式のコクピット内に下がるコードを首に接続することで精神波を伝達し、操縦者が諦めない限り無限の力を発揮する。
マックスビクトリーロボの武器に加え、ビクトリーロボのブレイバーソードの色違いも使用。劇中では、ブレイバーソードのみを使用。
必殺技は「剣よ、光を呼べ！」の掛け声の後に、ブレイバーソードですれ違い様に斬り付け、最後にX字を描くように斬り裂く、マックスビクトリープロミネンス。
- スーパー戦隊ロボット玩具のブラックバージョンは1992年の「DX大獣神」以降たびたび発売されているが、劇中に登場したのは、これが初となる。

### スペック
| 名称             | 全長    | 重量     | スピード  |
| ---------------- | ------- | -------- | --------- |
| レッドラダー     | 33 m    | 1,700 t  | 700 km/h  |
| ブルースローワー | 31 m    | 1,800 t  | 680 km/h  |
| グリーンホバー   | 18.8 m  | 1,300 t  | マッハ1.5 |
| イエローアーマー | 26.9 m  | 1,600 t  | 650 km/h  |
| ピンクエイダー   | 27.4 m  | 1,600 t  | 720 km/h  |
| ファイブライナー | 250.5 m | 14,000 t | 800 km/h  |
| ゴーライナー1    | 49.3 m  | 2,700 t  |           |
| ゴーライナー2    | 50.7 m  | 2,600 t  |           |
| ゴーライナー3    | 48.2 m  | 3,400 t  |           |
| ゴーライナー4    | 51.8 m  | 2,650 t  |           |
| ゴーライナー5    | 50.5 m  | 2,650 t  |           |
| マックスライナー | 49.5 m  | 3,500 t  | 900 km/h  |
| マックスシャトル | 49.5 m  | 3,500 t  | マッハ5   |
| レッドマーズ1    | 31.7 m  | 2,800 t  | マッハ2.5 |
| ブルーマーズ2    | 27.5 m  | 2,300 t  | マッハ1.5 |
| グリーンマーズ3  | 17.2 m  | 1,500 t  | マッハ4   |
| イエローマーズ4  | 27.2 m  | 2,200 t  | 800 km/h  |
| ピンクマーズ5    | 27.2 m  | 2,200 t  | 850 km/h  |

| 名称                                      | 全高 | 全幅   | 重量     | 出力        |
| ----------------------------------------- | ---- | ------ | -------- | ----------- |
| ビクトリーロボ                            | 55 m | 36.8 m | 8,000 t  | 2,300万馬力 |
| マックスビクトリーロボ                    | 60 m | 45 m   | 11,500 t | 6,500万馬力 |
| マックスビクトリーロボ ブラックバージョン | 60 m |        | 11,500 t |             |
| グランドライナー                          | 80m  | 59.8m  | 14,000t  | 7,500万馬力 |
| ライナーボーイ                            | 48 m | 32.5 m | 3,500 t  | 1,999万馬力 |
| ビクトリーマーズ                          | 60 m | 32.5 m | 11,000 t | 6,000万馬力 |

### 施設・設備
巽防災研究所（）
巽一家の自宅兼モンドが主催する研究施設。ベイエリア55との通信用コンピューターがあり、モンドとやり取りをする。家の奥にシューター乗り場があり、ベイエリア55やマックスエリアに繋がる海底チューブで行き来する。
ベイエリア55
全高：55メートル / 全幅：155メートル / 総重量：55,555トン
巽モンド博士が自らの資本を投じて建設したゴーライナーを格納する発進基地。基地上部の司令室でモンドが、カードキーで全システムを操作する。
東京湾にあり、普段は海ほたるPAのすぐ隣の海底に沈んでいて、マシンの発進時に浮上する。また、ゴーライナー発進時に地上への誘導路としてレインボーブリッジが移動してきて橋になる。強力なシールドで守られている。
最終回でグランディーヌが起こした津波に飲まれて壊滅した。
- 撮影は、オープンセットに設けられたプールで行われ、海ほたる周りを合成している。
- 当時発売された玩具「ライナー発進基地ベイエリア55」は、発進用のレールを含め全長1.4メートルという基地玩具としても歴代屈指の大きさとなった。

マックスエリア
全高：60メートル / 全幅：40メートル / 総重量：12,000トン
マックスライナーを格納する基地で、ベイエリア55の右側に連結・浮上する。また、宇宙へ発進するときは発射台としても機能する。
最終回でベイエリア55とともに大津波に飲まれて壊滅した。
- 当時発売された玩具「マックスエリア」では、「ベイエリア55」付属のゴーライナーが連結ギミックに特化していた反省から、簡易ながらも3段変形するマックスライナーが付属した。

## 災魔一族
読みは「さいまいちぞく」。
破壊そのものを目的とする悪魔の種族。宇宙の悪魔の中では最強の種族と言われている。マイナスエネルギーが満ち溢れ大いなる災いをもたらす西暦1999年の惑星配列（グランドクロス）の魔力を利用して地球に大災害と混乱で満たすべく活動する。北極の地下洞窟に降りた魔宮「サイマパラディコ」を本拠地としている。最終目標は全宇宙の征服である。
各キャラクターの身長・体重などの設定はない。
大魔女グランディーヌ（）
災魔一族を支配する女王で、宇宙のマイナスエネルギーの結合体。極めて冷酷な性格で、四兄弟の母であるが子供たちのことは自分の目的を実現するための手駒としか思っていない。「子供はいつか親を裏切るもの」という考えの下、自分の子供であるコボルダですら捨て駒として扱った。それでもサラマンデスに一応は目をかけていたが、失敗が続くと最後には見限り、躊躇なく幽魔地獄に落とす仕打ちを行った。
当初は地球に降臨することができず、グランドクロスが完全になった時を狙い降臨する。しかし、ゴーゴーファイブによって儀式が妨害されたため不完全な姿での降臨となってしまう。そのため、降臨後は完全体になるために子供たちにマイナスエネルギーを集めさせようとするが、子供たちは悉く失敗。子供たちの不甲斐なさに見切りをつけ、地底に溜まっていた大量のマイナスエネルギーを吸収しついに完全体となった。
その後、ゴーレッドに大ダメージを負わされサイマパラディコを失うも、巨大化して街に襲来。ゴーゴーファイブを一旦は追い詰めるも、マックスビクトリーロボによるマックスノバの3連射を受けて爆散する。しかしそれでもまだ生きており、魔力で地球全体を包み込み、超巨大なエネルギー体として復活。ジルフィーザとサラマンデスを復活させてゴーゴーファイブにけしかけ、彼らが瀕死の状態になると魔力で2体の巨大破壊神に変貌させる。そして自身の魔力のすべてを2体の巨大破壊神に注ぎ込み、自らの依り代として地球の支配を目論む。大津波を起こしてベイエリア55とマックスエリアを壊滅させるなどして、ゴーゴーファイブをあと一歩のところまで追い詰めるが、最期はマックスビクトリーロボ ブラックバージョンによって巨大破壊神が倒されたことで、依り代としていた2体のダメージが自らに戻ってきたことで完全に消滅した。
- 完全体の肩はクリスタル、羽根はステンドグラスのイメージ。

### 災魔四兄弟
災魔一族の幹部。グランディーヌの実の子供たちで、兄弟は共通して母を愛し絶対的忠誠を誓っている。母を迎えるために兄弟は大都市にサイマ獣を送り込み、災害と混乱で満たすべく人類の文明を破壊し尽くそうとする。ドロップの説明から、母親と多種族の父親との間に生まれたことが判明。それぞれ自らと同じ属性のサイマ獣を操る。中盤以降はゴーゴーファイブ抹殺に的を絞った作戦も見られるようになる。
『救急戦隊ゴーゴーファイブVSギンガマン』では真の長男である闇王ギルの存在が明らかになり、サラマンデスが行方不明の長男ギルを連れて来ていた。
冥王ジルフィーザ（）
長男。天の属性のサイマ獣を操る。一族の最高司令官である「冥王」の地位につき、その証である星を胸に宿している。槍が武器。弟たちからは「兄上」、ディーナスからは「お兄様」と呼ばれている。
人間に対しては冷酷非情だが、母グランディーヌや兄弟に対しては慎み深い愛情を向ける。特にディーナスの死亡時に際しては「俺の美しい妹よ」と呼びかけており、彼女を特に溺愛していた模様。ドロップに対しては冥王の座を取って変わられるのではないかと危惧したこともあったが、再生後にサラマンデスと対面した際には一目でドロップの成長した姿だと気づき、兄としての言葉をかけた。
切り札であった冥界魔闘士が倒され、巨大化して捨て身の戦いに挑む。グランドライナーを撃破しビクトリーロボを追い詰めたが、マックスビクトリーロボのマックスノバを受けて爆散した。
その後、サイマ寄生獣パラサイト（雌）が注ぎ込んだマトイの生命エネルギーとディーナスの犠牲によって復活を果たす。当初はグランディーヌに従うが、目的のために平気で息子のコボルダを捨て駒にする母の本性を目の当たりにし、怒って反旗を翻す。しかし、グランディーヌの魔力で肉体をゴーゴーファイブを焼き尽くすための炎のエネルギーにされてしまう。その後、真の家族愛で結ばれたゴーゴーファイブを称えつつ、彼らを逃がすためにその地獄の業火を引き受け燃え尽きる。
- デザインは悪魔のイメージから頭身を高くすることが意図されている。当初は全身が星型のデザインとなっていたが、動きづらくなるため変更された。カラーリングは従来の戦隊では使われていない色使いが意識されている。

破壊神ジルフィーザII（）
第49話・第50話に登場。最終決戦でグランディーヌによってサラマンデスの下僕として復活させられたジルフィーザが、ゴーブルーとゴーグリーンの呼びかけに心を取り戻すや否や、サラマンデスによって処刑された上にグランディーヌの魔力によって変えられた心無き巨大破壊神。剣と口からの破壊光弾と左手からの光線が武器。
サラマンデスドラゴンとともに圧倒的な強さで全てのロボを大破させ、ゴーゴーファイブを絶体絶命のところにまで追い詰めるが、マックスビクトリーロボ ブラックバージョンのマックスビクトリープロミネンスによってサラマンデスドラゴン共々倒された。

獣男爵コボルダ（）
次男。地の属性のサイマ獣を操る。ディーナスからは「コボルダ兄様」と呼ばれている。矛が武器。
兄弟の中では一番の怪力を誇り、頭を使うよりも力押しの作戦を好む。荒っぽい性格だが家族思い。その一方、文武両道の兄・ジルフィーザや参謀格の妹・ディーナスに対するコンプレックスと母に誉められたいという願望を抱く。冥王の地位も狙っており、ジルフィーザの死後は自分が冥王になろうとしたが、サラマンデスが冥王になったことで断念することになる。
ジルフィーザ復活後、グランディーヌから「ゴーゴーファイブを倒せば冥王にしてやる」と約束され、地霊砲（）を与えられたが、実際は母から捨て駒としてしか扱われておらず、ゴーゴーファイブを倒すためにグランディーヌに操られたジルフィーザの放った地霊砲の直撃を受けて致命傷を負い、ジルフィーザに看取られながら爆散した。
- デザインモチーフは悪魔ではなく、赤鬼青鬼となっている。ジルフィーザが縦長であったため、横長にしており、筋骨隆々で胸のマグマが噴き出ているようなイメージのパワータイプとなっている。ツノの形は武器の刺又を意識している。

邪霊姫ディーナス（）
長女。水の属性のサイマ獣を操る。武器は剣。
兄弟の中では参謀に位置し、人間に容姿が近いこともあり、人間に変装しての情報収集や破壊活動も得意としている。長兄ジルフィーザのことを心から尊敬・慕っており、次兄コボルダに対しては見下すような態度を取ることをあるもののもう1人の兄として認めている。一方、ジルフィーザに代わり、冥王の座に就いた弟サラマンデスに対しては常に敵意を隠さなかった。ゴーゴーファイブとの戦いでは、同じ頭脳派のゴーブルーや女戦士のゴーピンクと対決することが多い。
パラサイトを使っての作戦でジルフィーザを復活させながらもゴーブルーたちの攻撃でパラサイト（雌）がマトイから剥がれてしまったため、兄コボルダにジルフィーザのことを託して、自身にパラサイトを寄生させ、全ての生命力をジルフィーザに捧げた後、涙を流しながら消滅した。
- 装甲部分や頭部の飾りのデザインモチーフはヘビ。

童鬼ドロップ（）
三男（末子）。火の属性のサイマ獣を操る。龍族の血を引くがまだ赤ん坊で、言葉も「ドロップ○○」としか喋れず、おしゃぶりを咥えていて常にピエールに抱きかかえられている。母親似で、母恋しく泣いたりお漏らししたりと行動は年相応だが秘めたる魔力は強大であり、指揮能力も非常に高い。念力を用いる。ジルフィーザの死後に冥王の星を受け継ぎ、再生の繭の中で眠り続けサラマンデスへと急成長した。
- ドロップのデザイン段階では成長することは意識されずマスコットキャラクターという位置づけであった。

龍冥王サラマンデス（）
第26話でドロップが急成長し、大人になった姿。当初は龍皇子サラマンデスだったが、その胸にジルフィーザより受け継いだ冥王の星を宿したことで龍冥王となった。当初は記憶を失い、魂だけが人間の少年の姿で地上をさまよっていた。しかし、マツリとの邂逅を経て記憶と本来の姿を取り戻す。
双刃の槍を武器とし、以前よりもパワーアップした魔力を使ってゴーゴーファイブを苦しめる。力も一度はゴーレッドを敗北させたほど強い。胸の冥王の星を輝かせることで発生させる異空間・災魔空間（サイマゾーン）は、サイマ獣の力を10万倍にパワーアップさせるほか、マックスビクトリーロボの合体を解除させ、さらにビクトリーロボの力をダウンさせる効果をもつ。
母親ほどではないが傲慢かつ冷酷で、他の兄たちを露骨に見下す。
グランディーヌに目をかけられていたが、失敗が度重なったことで見放されてしまう。その後、ゴーゴーファイブを災魔の墓場である幽魔地獄へ引きずり込む作戦で名誉挽回を狙うも、逆に自分が閉じこめられてしまう。
- 直接戦闘を行うキャラクターであることから、デザインはストレートな格好良さが意図された。

幽魔王サラマンデス（）
第43話で、幽魔地獄に閉じ込められたサラマンデスが脱出するため、幽魔地獄にいた幽魔サイマ獣たちを喰らってパワーアップした姿。
人間の魂をエネルギーに変える災魔ツリーのパワーで巨大化し、圧倒的な力でゴーゴーファイブを攻め立てたが、家族の絆の前に災魔ツリーからのエネルギー供給を断たれ、ビクトリーマーズのマーズフレアを受けて爆散した。
- スーツは新規造型。

破壊神サラマンデスドラゴン（）
第49話・第50話に登場。最終決戦でグランディーヌの魔力により復活したサラマンデスが、ゴーブルーとグリーンの呼びかけによって心を取り戻したジルフィーザを処刑した隙を突かれ、2人にゴーブラスターで攻撃された後、グランディーヌの魔力によってすぐに変えられた心を持たぬ巨大破壊神。ドラゴンのような外見をしている。口からの破壊光線と手からの光線が武器。
ジルフィーザIIとともに圧倒的な強さで全ロボを大破させ、ゴーゴーファイブをあと一歩のところまで完全敗北に追い込むが、マックスビクトリーロボ ブラックバージョンのマックスビクトリープロミネンスによってジルフィーザII共々倒された。

### 他の災魔一族
呪士ピエール（）
災魔一族王家に仕える執事で、錬金術師。
サイマカードを駆使してサイマ獣を召還、巨大化させる。召還の際はサイマ獣召還カードをサイマ獣発生装置となる悪魔像の口に入れ、「悪の魔力よ、ここに集い我らがサイマ獣を生み出すのだ!アミアス・アミアス・アミディーヌ!」と呪文を唱え、巨大化の際はサイマ獣の残骸に再生カードを突き刺し、「闇の世界の力よ、最後の力を!アミアス・アミアス・アミクロス! 災魔復活!!」と呪文を唱える（唱えない場合も）。ゴレムカードを使用する際は、「大魔女の祈りよ、さらなる力を!アミアス・アミアス・アミゴレム！災魔転生!!」と唱える。
グランディーヌに代わり兄弟全員を幼少期から育て続けた。劇中ではドロップのお守役を務め、彼がサラマンデスとなった後も世話を焼き続けた。実家があるが、詳しい経歴は不明。
ジルフィーザから3体の天の災魔カード（ガラガ、ハレルヤン、ガルバリア）を渡されており、作戦によっては自身のこのカードを使用するときがある。
銃としても使える杖が武器で、戦闘力は低いが悪知恵が働く。しかし、ゴーブラスターのハイパーモードの直撃を受けても手傷を負うだけで済んでおり、インプスよりは頑丈。『救急戦隊ゴーゴーファイブVSギンガマン』ではグランディーヌの命令で仕方なくギルを赤ん坊のころに捨てる場面が描かれた。
最後は巨大破壊神の爆発のあおりを受けて吹っ飛ばされ、首都某所の石川商店に激突。
その後日談である『未来戦隊タイムレンジャーVSゴーゴーファイブ』では災魔一族で唯一の生き残りとして登場する。蝿形態ピエールフライに変化し飛行する。
- デザインモチーフはハエ。頭部ではなく首から下にハエの意匠を集中させている。ピエールフライは原田吉朗によりデザインされた。

サイマ獣（）
災魔四兄弟に従う災魔一族の精鋭。
闇の世界に棲む魔物たちで、四兄弟が魔力を込めたカードの「情報」と、霊界にいる「災魔の魂」がマイナスエネルギーによって一体化して、ピエールの呪文によって悪魔像から現世に召還される。カードは天・地・水・火の四属性に分けられており、カードの属性に応じた特性と特技を持つ。デモスのように力が強すぎたために召還時に卵の状態で現れた者や、ガラガのように名家出身の者、バキューマやバイラなどのように属性と外見・能力が一致しない者もいる。
倒されるとピエールの再生カードと呪文によって、肉片がコウモリの姿になって再結集し、生前の1万倍の力を持つ死霊として蘇生・巨大化するが破壊本能だけで行動する。マイナスエネルギーを放つのでプラスエネルギーが弱点。なお、ハレルヤンのように自力で巨大化可能な者も存在する。サイマ獣には必ず肩書きがあり、「〇〇サイマ獣〇〇」と呼ばれているが、ネーミングに統一性はない。
岩石サイマ獣マグマゴレム（）
第1話に登場した地の属性を持つ巨大な溶岩サイマ獣。隕石に偽装した状態で首都に落下、その中から出現した。最初から巨大化しており、1度はビクトリーロボによって倒された。
第11話でグランディーヌの魔力によって復活。全身が赤くなっており、新たに武器として棍棒を持っている。ヘルゲロスをゴレムヘルゲロスへ強化した上で復活させ、2体がかりでビクトリーロボを敗北させた。最期はグランドライナーによって倒されたが、その破片はゴレムカードに変化して散った。
第28話には、本体ではないがビクトリーロボとライナーボーイのコンビネーショントレーニングのためにデータ上のシミュレーションで登場している。
ゴレムサイマ獣（）
グランドライナーに倒されたマグマゴレムの破片が変化してできたカード「ゴレムカード」によって再生・巨大化したサイマ獣。ゴレムカードは、倒されたサイマ獣を分子レベルで再構成し、パワーアップさせた上で蘇生・巨大化させる効果を持つ。ゴレムサイマ獣は元の姿よりも凶悪な容姿に変貌し、そのパワーは通常の巨大サイマ獣を遥かに凌ぎ、1度はビクトリーロボを敗北に追い込んだほどの強さを持っている。 死霊化したのではなく再生した存在であり、プラスエネルギーが効かないため、実弾装備のグランドライナーでしか倒せない。
ゴレムカードは偶然の産物であるため数が非常に少なく、滅多に見つからない。そのため、劇中でゴレムサイマ獣となったのは、前述のヘルゲロス以外はジュウキ・ブローゲン・ガラガ・ザイレンの4体のみ。
無限連鎖サイマ獣（）
ピエールの家に伝わる無限連鎖カードとサイマ獣カードを合わせて作られたサイマ獣で、胸部に「∞」のマークがあるのが特徴。第37 - 39話に登場した3体のサイマ獣（ガルバリア・ハガクレン・リザーデス）がこれに当たる。
基本能力は通常のものと変わらないが、1度受けた攻撃情報を記録し2度目以降は同じ技を受けてもそれを無効化するという性質を持つ。また、サイマ獣が倒されても無限連鎖カードは消滅せず回収・再利用が可能であるため、戦えば戦うほどゴーゴーファイブは不利になってしまう。最終的に致命傷を負ったリザーデスごと太陽に捨てられたため、カードは破壊された。
幽魔サイマ獣（）
第42話・第43話に登場。幽魔地獄に棲息する、かつてゴーゴーファイブに倒されたサイマ獣たちの怨念。知性を失っており、肉体を求めて幽魔地獄を彷徨っている。
外界に出れば巨大化するが、ゴレムサイマ獣でなくてもグランドライナーの攻撃で倒すことに成功している。

冥界魔闘士（）
第19話から第21話に登場。ジルフィーザ秘蔵の冥界のデッキによって召還される、剣技のゾード・怪力のグール・スピードのジーンの3体で構成される魔闘士たち。全員が天の属性。
サイマ獣が棲む闇のさらに深奥にある暗黒世界に棲んでおり、ゴーゴーファイブの技をことごとく無効化し、一度は完全に敗北させたほどの凄まじい戦闘能力を持つ。ただ、仲間が倒されそうになっても見殺しにするなど、仲間意識は低い。
巨大化には専用の再生カードが使われるが、グール以外の2体は巨大化時、頭部が変化する。
ゾードはゴーレッドが捨て身の覚悟でゼロ距離で放ったカラミティブレイカーとVマシンガンを受けて敗北。巨大戦では、ビクトリーロボの右腕を切り落としながらもゴーレッドが操縦するグランドライナーのグランドストームで怯んだ後、ビクトリーロボのビクトリープロミネンスで倒される。グールは油断から至近距離でVマシンガンを受けて怯んだ後、ビッグブイバスターを受けて敗北。巨大戦では、ライナーボーイのブラスターシールドとグランドライナーのグランドストームで倒された。ジーンはグールを見殺しにした理由をジルフィーザに問われた際に「あれは、グールのゲームだったから」と返答したためにジルフィーザの槍で粛清され、強制的に巨大化させられる。最終的には、ライナーボーイとグランドライナーとライナーコンボで倒された。
全滅後、胸部の冥界の石のみが残り、それを回収したジルフィーザの手によって復活・合体し、3人の力を併せ持つ合成獣キマイラーが作り出される。
合成獣キマイラー（）
第22話に登場。ジルフィーザが冥界魔闘士の魂を三位一体カードで一体化させたことで誕生した。剣技・怪力・スピードの3つを兼ね備えており、圧倒的な力で一度はゴーゴーファイブを変身解除にまで追いこんだが、最期は5人のVモードクラッシュを受けて倒された。

幽界衛兵災魔カオス（）
第42話・第43話に登場した幽魔地獄の門の番人。槍状の鍚杖から破壊光線や相手を幽魔地獄に転送する光線を放ったり、幽魔サイマ獣を操ることができる。サラマンデスに忠誠を誓っており、最期はグランドライナーの攻撃から身を挺してサラマンデスを守った。
- デザインは右半身と左半身で生と死の二面性を表現している。

使い魔インプス（）
災魔一族の下級兵士で下級の悪魔。四兄弟やサイマ獣によって地面から出現し、手下として働く。人間にも変身でき、手にした剣は銃が柄に仕込まれている。ジルフィーザ以外の災魔四兄弟に料理を用意したコック姿やウェイター姿の者たちも登場している。
- アクションやスーツの洗濯の都合から尻尾の意匠は体表の模様になっている。

インプス親衛隊
第35話に登場したディーナス直属の女性インプスたち。ディーナスに酷似した衣装をまとっている。
変装して怪盗集団黒蛇団（）を結成し、各地の研究所から新エネルギー鉱石シルコニアXを強奪していた。ハイパーブラスターで敗北後、サイマ獣と同じやり方で合体・再生し、最初は1体の姿だったが、ディーナスの黒蛇分身で3体となる。最終的には、マックスビクトリーロボのマックスノバで倒された。

### 災魔の施設
魔宮サイマパラディコ
北極の地下洞窟に降臨した災魔一族の宮殿である本拠地。四兄弟とピエールが集う四兄弟の間にサイマ獣を召還する悪魔像がある。
宮殿全体が巨大なアンテナの役割を果たしており、マイナスエネルギーを集めている。

## キャスト

### レギュラー・準レギュラー
- 巽マトイ / ゴーレッド - 西岡竜一朗
- 巽ナガレ / ゴーブルー - 谷口賢志
- 巽ショウ / ゴーグリーン - 原田篤
- 巽ダイモン / ゴーイエロー - 柴田賢志
- 巽マツリ / ゴーピンク - 坂口望二香
- 巽モンド - マイク眞木（1 - 15,17 - 50）
- 邪霊姫ディーナス - 平沢草（2 - 28,30 - 36,38 - 43,45 - 47）
- 速瀬京子 - 宮村優子（2,3,5,11,12,14,21,22,38,39,45,49,50）
- 巽律子 - 吉沢京子（42,49,50）
- 乾謙二 - 岩尾拓志（8,20,37,49,50）

### 声の出演
- 冥王ジルフィーザ - 中村大樹（2 - 22,47 - 50）
- 獣男爵コボルダ - 乃村健次（2 - 23,25 - 28,30 - 36,38 - 43,45 - 48）
- 童鬼ドロップ - 闇村悠ノ介（2 - 11,13 - 22）
- 龍皇子サラマンデス / 龍冥王サラマンデス - 緑川光（26 - 40,42,43,49,50）
- 呪士ピエール - 松野太紀（2 - 21,23 - 50）
- 大魔女グランディーヌ - 山田美穂（11,12,17,18,21 - 23,25 - 27,29 - 31,33,34,38 - 40,42,43,45,47 - 50）
- アナライズロボ・ミント - 相田さやか（1 - 36,38 - 50）
- ライナーボーイ - 山岸功（21,22,24 - 29,31,32,34,39,40,42 - 44,47,50）
- ナレーション - 郷里大輔

### 主なゲスト
第33話では雑誌『てれびくん』と『テレビマガジン』で公募した子供ら（ゴーゴーサポーターズ）が出演している。
第41話では、マイク眞木の実子である真木蔵人が出演し、親子共演を果たした。同話の脚本を手掛けた小林靖子は、真木の出演ありきで勧めた脚本であったことを証言している。
- 高部重吉 - 依田英助（4）
- マツリの同僚 - 宮川和美（4）
- 猪俣達也 - 岩渕幸弘（5）
- 猪俣信也 - 町田真一（5）
- 仲村 - 中村直樹（6）
- 杉山 - 占部拓啓司（6）
- 研究員 - 中川彰（6）
- ロビンソン博士 - M・フォン・シュラー（7）
- 井上清美 - 椎名珠里（7）
- 秘書 - 遠藤直樹（8）
- 記者A - 小黒万理（8）
- 記者B - 藤田浩史（8）
- 医師 - 寺林伸悟（9）
- 城戸ミズキ - 田邊智恵（9）
- 里中大悟 - 筒井万央（10）
- 五十嵐真澄 - 寺内よりえ（11、12）
- 沼田昭二 - 田中智寿（11、12）
- 運転手 境 - 深山義夫（11、12）
- 老婦人 - 八百原寿子（11、12）
- 助手 - 小川敏明（11,12）
- 松坂ひとみ - あかぎあい（15）
- 竹田さより - 高橋あゆみ（15）
- 梅野たみえ - 西堀布貴子（15）
- 長瀬英司（レージ） - 川村龍俊（マンブルゴッチ）（16）
- 沢口えりか - 野村知沙（17）
- 医師 - 髙嶺巌（17）
- バス運転手 - 樋口靖（17）
- OL - 鳥飼差代（18）
- キャスター - 藤田清二（19）
- 酒屋店主 - 佐々木茂一（19）
- 野崎由美 - そめやゆきこ（19、20）
- 野崎たつみ - 伊藤翔太（19、20）
- レスキュー隊員 - 岡真志（20）
- 男の子A - 原拓也（21）
- 男の子B - 安達直人（21）
- 女の子A - 山口純（21）
- タクシー運転手 - 研丘光男（23）
- 客 - 隅部洋平（23）
- 白装束の女 - 中村彩也加（23）
- 佐伯実加雄 - 荒井賢太（23）
- 佐伯竜之助 - 鈴木泰明（23）
- 少女時代のマツリ[注釈 33] - 塩月端葉（24）
- アナウンサー - 清水英行（25）
- 少年 - 溝口遊人（26）
- 西園寺医師 - 国枝量平（26）
- テツヤ - 小林元樹（26）
- マサキ - 大西竜弘（26）
- 克哉 - 小林優太（27）
- 父親 - 佐々木誠人（27）
- 母親 - 諏訪光代（27）
- 加賀美博士 - 速水けんたろう（28）
- 加賀美裕一 - 吉野允貴（28）
- 岩倉小百合 - 丸山未帆（29）
- 岩倉賢 - 佐渡稔（29）
- 高井祐治 - 吉田晃太郎（32）
- 林はるか - 水森聖子（32）
- 斉藤美由紀 - 梶原真弓（33）
- 町内会の子供たち - 宮里駿、宮田有沙（33）
- おばあさん - 安田洋子（33）
- 女子高生 - 周藤奈緒（33）
- 女の子 - 白肌真理（33）
- 研究員 - 坂本直季（34）
- 主任研究員 - 有働正文（35）
- 主審 - 菅野達也（36）
- 医者 - 浜幸一郎（36）
- 看護婦 - 中村紘子（36）
- 番田一徹 - 久保晶（36）
- 乾つぐみ - 石橋けい（37）
- 乾静子 - 塚田若乃（37）
- ウェイター - 鈴木博之（37）
- 写真家 - 泉福之助（37）
- 医者 - 小野豊（37）
- 女の子 - 永嶌愛里（37）
- 北條ミネ - 五月晴子（38）
- 北條清志 - 武智健二（38）
- 黒づくめの男 - 木島尚志、田中忠行（38）
- 係員 - 石井茂（38）
- 少年時代の清志 - 吉武怜朗（38）
- 信彦 - 宮下英樹（40）
- 工藤雄二 - 真木蔵人（41）
- 子供 - 横山萌夢（41）
- 父親 - 鈴木信明（41）
- 母親 - 五十嵐ゆかり（41）
- 少年マトイ - 西亨大（42）
- 少年ナガレ - 佐々木葵（42）
- 少年ショウ - 半沢昇（42）
- 少年ダイモン - 堤寛大（42）
- 少女マツリ - 太田慶（42）
- シスター - 荒井麻里子、小林理恵（43）
- 警察官 - 佐藤広隆（43）
- 大橋梓 - 仲根紗央莉（43）
- 大橋恵子 - 森下まひろ（43）
- 合唱隊員[108] - 石原慎一（45）
- 加藤雄治 - 加藤宏章（46）
- 秘書 - 遠藤直樹（49,50）
- 女性キャスター - シェリー・スゥエニー（49）
- 院長 - メクダ・シカリル（49,50）
- 看護婦 - マリア・スザナ・ナカジマ（49,50）
- 利雄 - 渋谷謙人（49、50）

### スーツアクター
前年より再びレッド役を担当している高岩成二は、本作品から互いに尊重したうえで変身前後でのキャラクター性をシンクロさせたいと考えるようになり、変身前の俳優とも役について演技を固めるために綿密にディスカッションをしている。この傾向は、後の平成仮面ライダーシリーズで開花することとなる。
ピエール役の宮崎剛は、アクション監督補を兼任し翌年以降アクション監督として本格的に活動を開始した。元々宮崎は本作品の出演も断るつもりでいたが、前年に子供が生まれたことから固定収入を得るための配役であった。そのためピエールの出番が増えていったのは想定外であったという。
- ゴーレッド[出典 23]、グランドライナー[114]、冥王ジルフィーザ[115]、龍冥王サラマンデス[115] - 高岩成二
- ゴーブルー[出典 24] - 日下秀昭
- ゴーグリーン[出典 25] - 竹内康博
- ゴーイエロー[120][39] - 蜂須賀祐一
- ゴーピンク[121][42] - 中川素州
- ビクトリーマーズ[122] - 岡元次郎
- 獣男爵コボルダ[123][124] - 福沢博文
- 冥王ジルフィーザ、龍冥王サラマンデス（代役）、災魔獣[125] - 今井靖彦
- 呪士ピエール[126][110] - 宮崎剛
- インプス[127] - 伊藤慎
- その他 - 渋江勝[128]

## スタッフ
プロデューサーには前作までの髙寺成紀に代わり、それまで東映不思議コメディーシリーズやメタルヒーローシリーズを手がけてきた日笠淳がスーパー戦隊シリーズに初参加。また日笠だけでなく、脚本の宮下隼一、監督の渡辺勝也、カメラマンの松村文雄など、それまでメタルヒーローシリーズを手掛けていたスタッフも多数本作品へと合流している。このうち松村は、日笠の意向で『燃えろ!!ロボコン』に移ったいのくままさおと入れ替わりという形での参加となる。
脚本面では武上純希と小林靖子が前作より続投、本作品では小林と入れ替わる形で武上が2度目のメインライターを担当。日笠は、武上とは以前から付き合いがあり、かねてより本格的に依頼したいと思っていたと述べている。この他、脇を固める面々も小林と前出の宮下に加え、実写作品への参加は初となる山口亮太が新たに名を連ねている。演出面では小中肇が初のパイロットを担当し、メイン監督として年間を通して手腕を振るった。また、日笠のその後のプロデュース作品に多数参加している諸田敏が演出陣のローテーションに定着した他、本作品を最後に活動の主軸を平成仮面ライダーシリーズへと移した長石多可男、4年ぶりの本編演出も手掛けた特撮監督の佛田洋が脇を固める形となった。『光戦隊マスクマン』以降、巨大戦は本編班が担当していたが、本作品から再び佛田率いる特撮班が担当した。
キャラクターデザインは前作より続投の下条美治が災魔一族周りのデザインをほぼ単独で担当。この他プロップ類のデザイン担当として阿部統と森木靖泰が参加している。
劇伴音楽は、スーパー戦隊シリーズ初期6作品で音楽を手がけた渡辺宙明の実子・渡辺俊幸が担当。親子二代で同一シリーズの音楽を手がけることとなった。渡辺は、東映ヒーローの伝統を重視し、それまでの自身の楽曲とは毛色が異なるものとなったと述懐している。
- プロデューサー - 太田賢司、福吉健（テレビ朝日）、日笠淳（東映）、矢田晃一（東映エージエンシー）
- 原作 - 八手三郎
- 連載 - テレビマガジン、てれびくん
- 脚本 - 武上純希、宮下隼一、小林靖子、山口亮太
- 音楽 - 渡辺俊幸
- アクション監督 - 竹田道弘、宮崎剛（ジャパンアクションクラブ）
- 監督 - 小中肇、渡辺勝也、長石多可男、諸田敏、佛田洋
- 撮影 - 松村文雄、大沢信吾
- 照明 - 竹田勝三、才木勝
- 計測 - 大沢信吾、上赤寿一、佐々木伸俊
- 操演 - 船越幹雄、寺門勇
- 記録 - 森みどり
- 美術 - 山下宏
- 装飾 - 高谷昌毅、岡部昭光、塩満義幸（装美社）
- 装置 - 紀和美建
- 美粧 - サン・メイク
- 衣裳 - 東京衣裳新社
- スタイリスト - 田島亜希子
- 録音 - 石川孝
- 編集 - 洲崎千恵子
- 音響効果 - 阿部作二、大泉音映
- 選曲 - 宮葉勝行
- 視覚効果 - 沖満
- デジタル合成 - 大谷喜朋（日本映像クリエイティブ）、マリンポスト
- 特撮監督 - 佛田洋
- デジタルエフェクト - 尾上克郎
- 特撮研究所
  - 操演 - 鈴木昶、中山亨
  - 撮影 - 高橋政千、中根伸治
  - CG - 捻橋尚文
  - 照明 - 安藤和也
  - 美術 - 竹内俊介、寒河江弘
- 企画協力 - 企画者104
- キャラクターデザイン - 下條美治、森木靖泰、阿部統
- イラスト - アーズスタジオ
- ヒーロー&メカニックアイテムデザイン - プレックス
- 造型 - レインボー造型企画、前澤範
- 現像 - 東映化学ファイン・ネガ・ビデオシステム
- メディア変換 - 東映化学デジタルテック、山本修司
- 撮影協力 - 東京湾横断道路株式会社、日本道路公団、ジャパンエナジー大井、有明フロンティアビル
- 衣裳協力 - KODIAK
- 装飾協力 - COMPAQ、アキレス、SAKURA、ベリテ
- 車輌協力 - ローバージャパン
- カースタント - タケシレーシング
- 広報 - 松本実希子、保坂正紀、織田笑里（テレビ朝日）
- プロデューサー補 - 西平敦郎
- 助監督 - 谷口昌史、中沢祥次郎、黒木浩介、安養寺工、木村繁仁、塩川純平
- 進行主任 - 谷口正洋、青柳夕子
- 制作デスク - 荒井成介
- 制作担当 - 岩永恭一郎
- 制作 - テレビ朝日、東映、東映エージエンシー

## 音楽
主題歌
オープニングテーマ
「救急戦隊ゴーゴーファイブ」
作詞：桑原永江 / 作曲・編曲：渡辺俊幸 / 歌：石原慎一 / コーラス：EVE
渡辺によると「一刻を争うレスキュー活動のスピード感を出す」ことを意識してテンポを速く設定し、前作『ギンガマン』のオープニングテーマがメジャーコードだったことも影響してマイナーコードでの作曲を決めたとのこと。また、コーラスをEVEが担当することが決定したことを受け、編曲段階でブラスのパートだった箇所をコーラスに変更したという。
劇中では第1・3・8・30話で歌唱版が挿入歌として使用され、第5・7・9・14・22・30・34・50話ではインストゥルメンタル版が使用された。なお、オープニング映像は第2・13・19・23・25・34話でそれぞれ変更がなされているほか、第27話で一部シーンの効果音が修正されている。
石原は本曲を自身の代表曲の一つに挙げており、東日本大震災の被災地イベントなどでも歌唱している。
「Rescue! Go Go Five」（第44話）
作詞：桑原永江 / 英作詞：T.CRANE / 作曲・編曲：渡辺俊幸 / 歌・コーラスアレンジ・コーラス：Go Go MICKEY-T
第44話のみ使用された、「救急戦隊ゴーゴーファイブ」の英語ヴァージョン。主題歌として表記されたのは本曲ではなく「救急戦隊ゴーゴーファイブ」。同話のみOP映像は第2〜11話のものが使用された。
劇中では第34・39・45話にて挿入歌として使用された。

エンディングテーマ「この星を この街を」
作詞：藤林聖子 / 作曲：風戸慎介 / 編曲：佐橋俊彦 / 歌：高山成孝
劇中では第15・24話でインストゥルメンタル版が使用された。
2013年11月3日にZepp Tokyoにて開催されたライブイベント「スーパー戦隊“魂”VII 2013 東京公演 20世紀編」では、石原慎一が高山に代わり歌唱している。

挿入歌
下記のほか、第6話と第16話ではマトイが矢沢永吉の「夢の彼方」を歌っている他、第33話ではモーニング娘。の「LOVEマシーン」のイントロ部分が使用された。
「Go! ファイブ Go! ファイト」（第10・15・28話）
作詞：藤林聖子 / 作曲・編曲：有澤孝紀 / 歌：石原慎一
第18話ではインストゥルメンタル版が使用された。
「走れゴーライナー! 救え99マシン!」（第44話）
作詞：桑原永江 / 作曲：渡辺俊幸 / 編曲：山本健司 / 歌：宮内タカユキ
「緊急合体! ビクトリーロボ」（第4・7・14・20・28話）
作詞：桑原永江 / 作曲：渡辺俊幸 / 編曲：亀山耕一郎 / 歌：山形ユキオ
第22話ではインストゥルメンタル版が、第28話では前後奏のみ使用された。
「タンゴ・サ・イマ」（第14・44話）
作詞：藤林聖子 / 作曲・編曲：佐橋俊彦 / 歌：ピエール（松野太紀）
第15・16・33話ではインストゥルメンタル版が使用された。
「救命唱歌 -巽防災研究所歌-」（第45話）
作詞：藤林聖子 / 作曲・編曲：佐橋俊彦 / 歌：GO2合唱団
第34話ではインストゥルメンタル版が使用された。
劇中ではモンドが作った曲という設定になっている（第45話より）。
「PSYMA 〜破壊の烙印〜」（第37話）
作詞：小林靖子 / 作曲：渡辺俊幸 / 編曲：石川恵樹 / 歌：坂井紀雄
「勇気をなくせば」（第9・22・44話）
作詞：桑原永江 / 作曲・編曲：山本健司 / 歌：Go Go MICKEY-T
第9話では歌唱版とインストゥルメンタル版の両方が使用された。
「超巨大ロボ!! グランドライナー」（第13・16話）
作詞：桑原永江 / 作曲：渡辺俊幸 / 編曲：奥慶一 / 歌：石原慎一
「進め!! 防災たましい」
作詞：北林あい / 作曲・編曲：亀山耕一郎 / 歌：高山成孝
第39話ではインストゥルメンタル版が使用された。
「ディーナス症候群（シンドローム）」（第45話）
作詞：藤林聖子 / 作曲・編曲：佐橋俊彦 / 歌：ディーナス（平沢草）
「FASTEST & GREATEST」（第21・26・27話）
作詞：桑原永江 / 作曲：渡辺俊幸 / 編曲：奥慶一 / 歌：石原慎一
第21話ではインストゥルメンタル版と併用され、第40話ではインストゥルメンタル版のみ使用された。
「NEVER END!!」（第45話）
作詞：洲崎千恵子 / 作曲・編曲：奥慶一 / 歌：巽マツリ（坂口望二香）
「STOP THE WARS」（第41話）
作詞：金子みなと / 作曲・編曲：外山和彦 / 歌：宮内タカユキ
第40話ではインストゥルメンタル版が使用された。
「Go! Love Sick」（第45話）
作詞：藤林聖子 / 作曲・編曲：佐橋俊彦 / 歌：速瀬京子（宮村優子）
『非公認戦隊アキバレンジャー シーズン痛』において第3痛のEDとして石清水ルナ（澤田汐音）が本曲をカバーしている。
「流星合体!! ビクトリーマーズ」（第37話）
作詞：桑原永江 / 作曲：渡辺俊幸 / 編曲：奥慶一 / 歌：石原慎一
「Chance or Death」（第34・45話）
作詞：藤林聖子 / 作曲・編曲：奥慶一 / 歌：T.Bros.（西岡竜一朗・谷口賢志・原田篤・柴田賢志・坂口望二香）
ラップパートの詞は西岡が自ら志願して手掛けた。
「5人（みんな）」（第45話）
作詞・作曲：マイク眞木 / 編曲：山口玉三郎 / 歌：巽モンド（マイク眞木）

## 放送日程
- 本作品ではそれまでのシリーズ作品で本編終了時に使用されていた「つづく」のテロップの代わりに、「Mission Complete」というテロップ表記がなされていた。ただし、前後編の前編などその回の事件が解決しないまま終わった場合は「Mission Incomplete」、解決しても今後にわだかまりが残るような終わり方の場合は「To Be Continued」と使い分けられている。また第45話では劇中のセリフに合わせて「Go! Go! 2000」という表記がなされた。第1話は「AD.1999 救急戦隊ゴーゴーファイブ誕生」、第43話はクリスマス回のため「Merry Christmas」、第50話は「Forever Rescue Spirits」（永遠の救急（レスキュー）魂）という表記になった。

| 放送日         | 放送回 | サブタイトル       | 登場怪人 | 脚本     | 監督       |
| -------------- | ------ | ------------------ | --- | -------- | ---------- |
| 1999年02月21日 | 1      | 救急戦士！起つ     | - 岩石サイマ獣マグマゴレム（声 - 前原実）                                                                                                   | 武上純希 | 小中肇     |
| 2月28日        | 2      | 竜巻く災魔一族！   | - 竜巻サイマ獣トルネデウス（声 - 青山穣）                                                                                                   | 武上純希 | 小中肇     |
| 3月07日        | 3      | 爆破された兄弟愛！ | - 爆発弾サイマ獣ガスガイル（声 - 江川央生）                                                                                                 | 武上純希 | 渡辺勝也   |
| 3月14日        | 4      | 花びらに異常気象   | - 暗黒魔剣サイマ獣ソルゴイル（声 - 沢木郁也）                                                                                               | 宮下隼一 | 渡辺勝也   |
| 3月21日        | 5      | ヒーローになる時   | - 地震サイマ獣クエイクロス（声 - 小池浩司）                                                                                                 | 武上純希 | 長石多可男 |
| 3月28日        | 6      | カビが来る!        | - 溶解液サイマ獣ジェルーダ（声 - 石塚運昇）                                                                                                 | 小林靖子 | 長石多可男 |
| 4月04日        | 7      | 美しき災魔のワナ   | - 掘削サイマ獣モルグール（声 - 伊藤栄次）                                                                                                   | 武上純希 | 小中肇     |
| 4月11日        | 8      | 救急戦隊活動停止   | - 雷針サイマ獣ライマ（声 - 根本央紀） | 小林靖子 | 小中肇     |
| 4月18日        | 9      | 盗まれた能力       | - 吸力サイマ獣バンパイラ（声 - 遠近孝一）                                                                                                   | 宮下隼一 | 渡辺勝也   |
| 4月25日        | 10     | 誇りのイエロー     | - 黒煙サイマ獣チャンバーノ（声 - 谷昌樹）                                                                                                   | 山口亮太 | 渡辺勝也   |
| 5月02日        | 11     | 灼熱の2大災魔獣    | - 火炎サイマ獣ヘルゲロス（声 - 戸部公璽） - ゴレムヘルゲロス - 岩石サイマ獣マグマゴレム（声 - 前原実）                                      | 武上純希 | 長石多可男 |
| 5月09日        | 12     | 決死の新連結合体   | - 火炎サイマ獣ヘルゲロス（声 - 戸部公璽） - ゴレムヘルゲロス - 岩石サイマ獣マグマゴレム（声 - 前原実）                                      | 武上純希 | 長石多可男 |
| 5月16日        | 13     | 弟たちの反乱       | - 暴食サイマ獣ジュウキ（声 - 楠見尚己） - ゴレムジュウキ                                                                                    | 小林靖子 | 小中肇     |
| 5月23日        | 14     | 恐怖のウイルス     | - 電脳サイマ獣サイバギルド（声 - 林一夫）                                                                                                   | 宮下隼一 | 小中肇     |
| 5月30日        | 15     | 童鬼ドロップ出撃   | - 超音波サイマ獣ブローゲン（声 - 松本大） - ゴレムブローゲン                                                                                | 山口亮太 | 諸田敏     |
| 6月06日        | 16     | 泥棒とサイマの卵   | - ご褒美サイマ獣ガラガ（声 - 桜井敏治） - ゴレムガラガ - 最強サイマ獣デモスの卵                                                             | 小林靖子 | 諸田敏     |
| 6月13日        | 17     | マトイの花嫁候補   | - 地響きサイマ獣ガネムージャ（声 - 戸部公璽）                                                                                               | 宮下隼一 | 長石多可男 |
| 6月27日        | 18     | 逆襲のVランサー    | - 策士サイマ獣スパイダラス（声 - 梅津秀行）                                                                                                 | 武上純希 | 長石多可男 |
| 7月04日        | 19     | 完全なる敗北       | - 冥界魔闘士 - ゾード（声 - 石井隆夫） - グール（声 - 齋藤龍吾） - ジーン（声 - 緒方文興）                                                  | 小林靖子 | 小中肇     |
| 7月11日        | 20     | 不滅の救急魂       | - 冥界魔闘士 - ゾード（声 - 石井隆夫） - グール（声 - 齋藤龍吾） - ジーン（声 - 緒方文興）                                                  | 小林靖子 | 小中肇     |
| 7月18日        | 21     | 6番目の新戦士！    | - 冥界魔闘士 - グール - ジーン | 武上純希 | 渡辺勝也   |
| 7月25日        | 22     | 冥王、最後の決戦   | - 合成獣キマイラー（声 - 石井隆夫） - 冥王ジルフィーザ                                                                                      | 武上純希 | 渡辺勝也   |
| 8月01日        | 23     | 幽霊救出作戦       | - 墓荒らしサイマ獣ゾンビースト（声 - 清川元夢）                                                                                             | 宮下隼一 | 長石多可男 |
| 8月08日        | 24     | ちびっ子救急戦士   | - 幼化サイマ獣ザイレン（声 - 米本ちず） - ゴレムザイレン                                                                                    | 山口亮太 | 長石多可男 |
| 8月15日        | 25     | 大魔女降臨の時     | - 司祭サイマ獣ハレルヤン（声 - 岸野一彦）                                                                                                   | 武上純希 | 諸田敏     |
| 8月22日        | 26     | 炎の龍皇子誕生     | - 探索サイマ獣デスタグ（声 - 夏井貴浩） | 武上純希 | 諸田敏     |
| 8月29日        | 27     | イエロー戦線離脱   | - 弓術サイマ獣ドグル（声 - 寺島幹夫） | 小林靖子 | 小中肇     |
| 9月05日        | 28     | 奪われたボーイ！   | - 軟体サイマ獣デスマイン（声 - 岡和男） - マグマゴレム（シミュレーション）（声：前原実）                                                    | 山口亮太 | 小中肇     |
| 9月12日        | 29     | 胸騒ぎの星空       | - 操りサイマ獣パペトング（声 - 永野広一）                                                                                                   | 武上純希 | 佛田洋     |
| 9月19日        | 30     | 脱出! 暗黒惑星     | - 暗黒惑星グランデ | 武上純希 | 佛田洋     |
| 9月26日        | 31     | 切り裂け災魔空間   | - 吸引サイマ獣バキューマ（声 - 千田義正）                                                                                                   | 宮下隼一 | 長石多可男 |
| 10月03日       | 32     | ウエディングベル   | - カードサイマ獣ゴダイ（声 - 前原実） | 小林靖子 | 長石多可男 |
| 10月10日       | 33     | ウブな災魔の戦士   | - 死神戦士サイマ獣タナトス（声 - 大塚明夫）                                                                                                 | 武上純希 | 渡辺勝也   |
| 10月17日       | 34     | 死 さもなくば 破滅 | - 花粉サイマ獣バイラ（声 - 幹本雄之） | 小林靖子 | 渡辺勝也   |
| 10月24日       | 35     | 黒い蛇のトラップ   | - インプス親衛隊 | 宮下隼一 | 諸田敏     |
| 10月31日       | 36     | 奥義! 竜巻落とし   | - 格闘技サイマ獣スパルタン（声 - 津久井教生）                                                                                               | 山口亮太 | 諸田敏     |
| 11月07日       | 37     | 美女がサイマ獣!?   | - 忍耐力サイマ獣ガルバリア（声 - 長嶝高士）                                                                                                 | 武上純希 | 小中肇     |
| 11月14日       | 38     | 無限連鎖と孫と柿   | - 武士道サイマ獣ハガクレン（声 - 高塚正也）                                                                                                 | 武上純希 | 小中肇     |
| 11月21日       | 39     | 無限連鎖を断て！   | - 龍戦士サイマ獣リザーデス（声 - 酒井哲也）                                                                                                 | 山口亮太 | 渡辺勝也   |
| 11月28日       | 40     | 基地壊滅0秒前      | - 爆弾虫サイマ獣ヒルゲムージャ（声 - 平野俊隆） - 爆弾虫                                                                                    | 宮下隼一 | 渡辺勝也   |
| 12月05日       | 41     | マトイが負けた男   | - 熊手サイマ獣ガバラ（声 - 西前忠久） | 小林靖子 | 諸田敏     |
| 12月12日       | 42     | 地獄の災魔獣軍団   | - 幽魔王サラマンデス - 幽界衛兵災魔カオス（声 - 岸野幸正） - 幽魔サイマ獣軍団                                                               | 武上純希 | 諸田敏     |
| 12月19日       | 43     | 戦慄の災魔ツリー   | - 幽魔王サラマンデス - 幽界衛兵災魔カオス（声 - 岸野幸正） - 幽魔サイマ獣軍団                                                               | 武上純希 | 小中肇     |
| 12月26日       | 44     | 救急ファイル99     | - | 山口亮太 | 小中肇     |
| 2000年01月2日  | 45     | 初夢は災魔の旋律   | - 夢幻サイマ獣バハムー（声 - 櫻井孝宏） | 山口亮太 | 渡辺勝也   |
| 1月09日        | 46     | 火を吹く消防ロボ   | - 消防ロボ・ビッグドーザー - サイマ寄生獣パラサイト（雄）                                                                                   | 小林靖子 | 渡辺勝也   |
| 1月16日        | 47     | 冥王! 復活の代償   | - 獣男爵コボルダ - 邪霊姫ディーナス - サイマ寄生獣パラサイト（雌、雄） - ジルフィーザ - 大魔女グランディーヌ（完全体)                       | 武上純希 | 長石多可男 |
| 1月23日        | 48     | 決戦は災魔宮殿     | - 大魔女グランディーヌ（完全体） - ジルフィーザ - 獣男爵コボルダ                                                                            | 武上純希 | 長石多可男 |
| 1月30日        | 49     | 覚醒！二大破壊神   | - ジルフィーザ - 破壊神ジルフィーザII - 再生サラマンデス - 破壊神サラマンデスドラゴン - 大魔女グランディーヌ（エネルギー体） - 呪士ピエール | 武上純希 | 小中肇     |
| 2月06日        | 50     | 燃える救急魂       | - ジルフィーザ - 破壊神ジルフィーザII - 再生サラマンデス - 破壊神サラマンデスドラゴン - 大魔女グランディーヌ（エネルギー体） - 呪士ピエール | 武上純希 | 小中肇     |

## 放映ネット局
| 対象地域       | 放送局           | 備考                |
| -------------- | ---------------- | ------------------- |
| 関東広域圏     | テレビ朝日       | キーステーション    |
| 北海道         | 北海道テレビ     |                     |
| 青森県         | 青森朝日放送     |                     |
| 岩手県         | 岩手朝日テレビ   |                     |
| 宮城県         | 東日本放送       |                     |
| 秋田県         | 秋田朝日放送     |                     |
| 山形県         | 山形テレビ       |                     |
| 福島県         | 福島放送         |                     |
| 新潟県         | 新潟テレビ21     |                     |
| 富山県         | 北日本放送       | 日本テレビ系列局    |
| 石川県         | 北陸朝日放送     |                     |
| 福井県         | 福井テレビ       | フジテレビ系列局    |
| 山梨県         | 山梨放送         | 日本テレビ系列局    |
| 長野県         | 長野朝日放送     |                     |
| 静岡県         | 静岡朝日テレビ   |                     |
| 中京広域圏     | 名古屋テレビ     |                     |
| 近畿広域圏     | 朝日放送         | 現 朝日放送テレビ   |
| 鳥取県・島根県 | 山陰中央テレビ   | フジテレビ系列局    |
| 広島県         | 広島ホームテレビ |                     |
| 山口県         | 山口朝日放送     |                     |
| 徳島県         | 四国放送         | 日本テレビ系列局    |
| 香川県・岡山県 | 瀬戸内海放送     |                     |
| 愛媛県         | 愛媛朝日テレビ   |                     |
| 高知県         | テレビ高知       | TBS系列局／脚注参照 |
| 福岡県         | 九州朝日放送     |                     |
| 長崎県         | 長崎文化放送     |                     |
| 熊本県         | 熊本朝日放送     |                     |
| 大分県         | 大分朝日放送     |                     |
| 宮崎県         | 宮崎放送         | TBS系列局           |
| 鹿児島県       | 鹿児島放送       |                     |
| 沖縄県         | 琉球朝日放送     |                     |

## 映像ソフト化
特記のない限り、いずれも発売元は東映ビデオ。
- ビデオ（VHS、レンタルのみ）は2000年4月 - 2001年3月にかけて、全12巻（各巻4話（11、12巻のみ5話）収録）がリリースされた[139][140]。
- テレビシリーズを再編集したヒーロークラブのビデオは、全3巻が発売された[139]。
- テレビシリーズを再編集したばっちしVのビデオがバンダイビジュアルより発売された[139]。
- DVDは2003年11月21日から2004年1月21日にかけて、全9巻（Vol.1 - 4は各5話、Vol.5 - 9は各6話を収録。またVol.1 - 3, Vol.4 - 6, Vol.7 - 9は同時リリース）がリリースされた。
- 放送開始から20周年を迎えた2019年12月には、上記DVD全9巻を2つにまとめたDVDコレクション（Vol.1 1巻〜4巻）、（Vol.2 5巻〜9巻）が発売された。またVol.1には、同年9月1日に開催された20周年記念イベントのダイジェスト映像が収録されたボーナスディスクも付属する。

## オリジナルビデオ
- 救急戦隊ゴーゴーファイブ 激突!新たなる超戦士
- 救急戦隊ゴーゴーファイブVSギンガマン
- 未来戦隊タイムレンジャーVSゴーゴーファイブ

スーパー戦隊Vシネマシリーズとして公開（DVD化）され、いずれも2016年発売のスーパー戦隊V CINEMA&THE MOVIE Blu-ray BOX 1996-2005でブルーレイ化された。また2019年には年代別に分けた形でスーパー戦隊 V CINEMA&THE MOVIE Blu-ray 1999‐2000 、スーパー戦隊 V CINEMA&THE MOVIE Blu-ray 2001として発売。

## CS放送・ネット配信
CS放送
- 東映チャンネル
  - 2011年10月 - 2012年4月
  - 2014年3月 - 9月

ネット配信
- 東映特撮 YouTube Official
  - 2012年7月16日 - 2013年1月6日
  - 2014年4月14日 - 10月5日
  - 2018年10月21日 - 2019年4月14日
  - 2025年7月24日 -
- 東映特撮ニコニコおふぃしゃる
  - 2018年11月30日 - 2019年11月8日
- Amazon Prime Video…有料配信中

## シリーズ内の他作品への登場
各作品における詳細はそれぞれの項目を参照。
『未来戦隊タイムレンジャー』
第51話として放送された特別総集編「スーパー戦隊大集合」にて、タイムレンジャー5人がタイムジェットで本作品の世界を見に来たという設定で、本作品の映像が流用されている。
『百獣戦隊ガオレンジャーVSスーパー戦隊』
『百獣戦隊ガオレンジャー』のスーパー戦隊Vシネマ作品で、ダイモン/ゴーイエローとゴーレッド、レッドラダーが登場。
海賊戦隊ゴーカイジャー
関連する映画作品も含め、複数のキャラクターが同作品にて登場。
テレビシリーズ：マツリ（第23話）、ショウ（最終回）
ゴーカイジャー ゴセイジャー スーパー戦隊199ヒーロー大決戦：ビクトリーロボ
海賊戦隊ゴーカイジャー THE MOVIE 空飛ぶ幽霊船：使い魔インプス
『4週連続スペシャル スーパー戦隊最強バトル!!』
歴代スーパー戦隊ヒーローたちが、5人1組のチーム対抗でスーパー戦隊最強決定戦に挑むという内容の作品で「リーダーチーム」にゴーレッド、「科学者チーム」にゴーブルー、「警察チーム」にゴーイエロー、「生真面目チーム」にゴーピンク、「乗り物チーム」にゴーグリーンが分類されている。ゴーグリーンは劇中の対戦シーンにも登場。
『機界戦隊ゼンカイジャー THE MOVIE 赤い戦い! オール戦隊大集会!!』
『機界戦隊ゼンカイジャー』の劇場作品。ゴーレッドが登場。